# 別府市

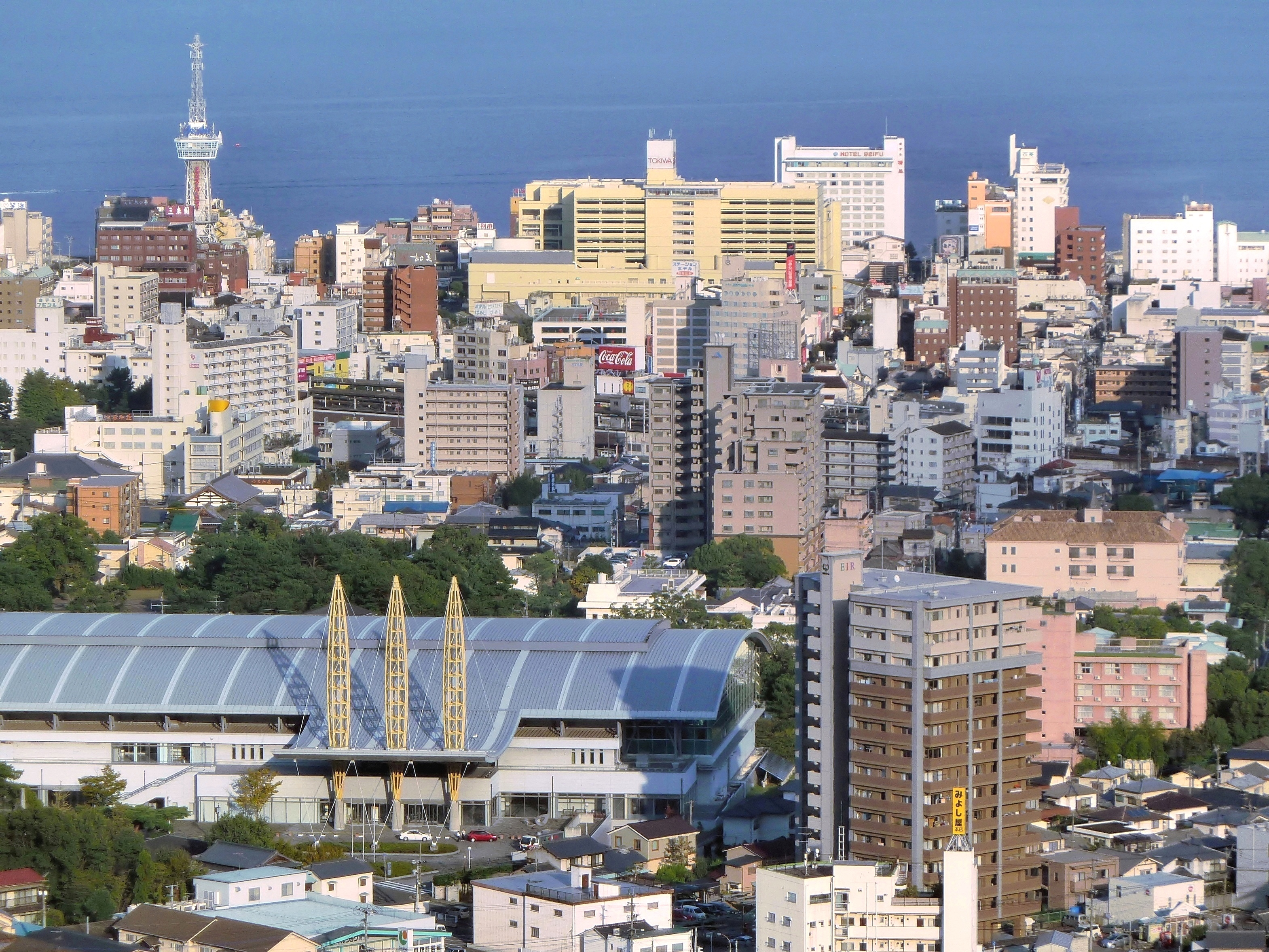
JR別府駅周辺に広がる別府温泉。温泉ホテルや百貨店などが立ち並ぶ。

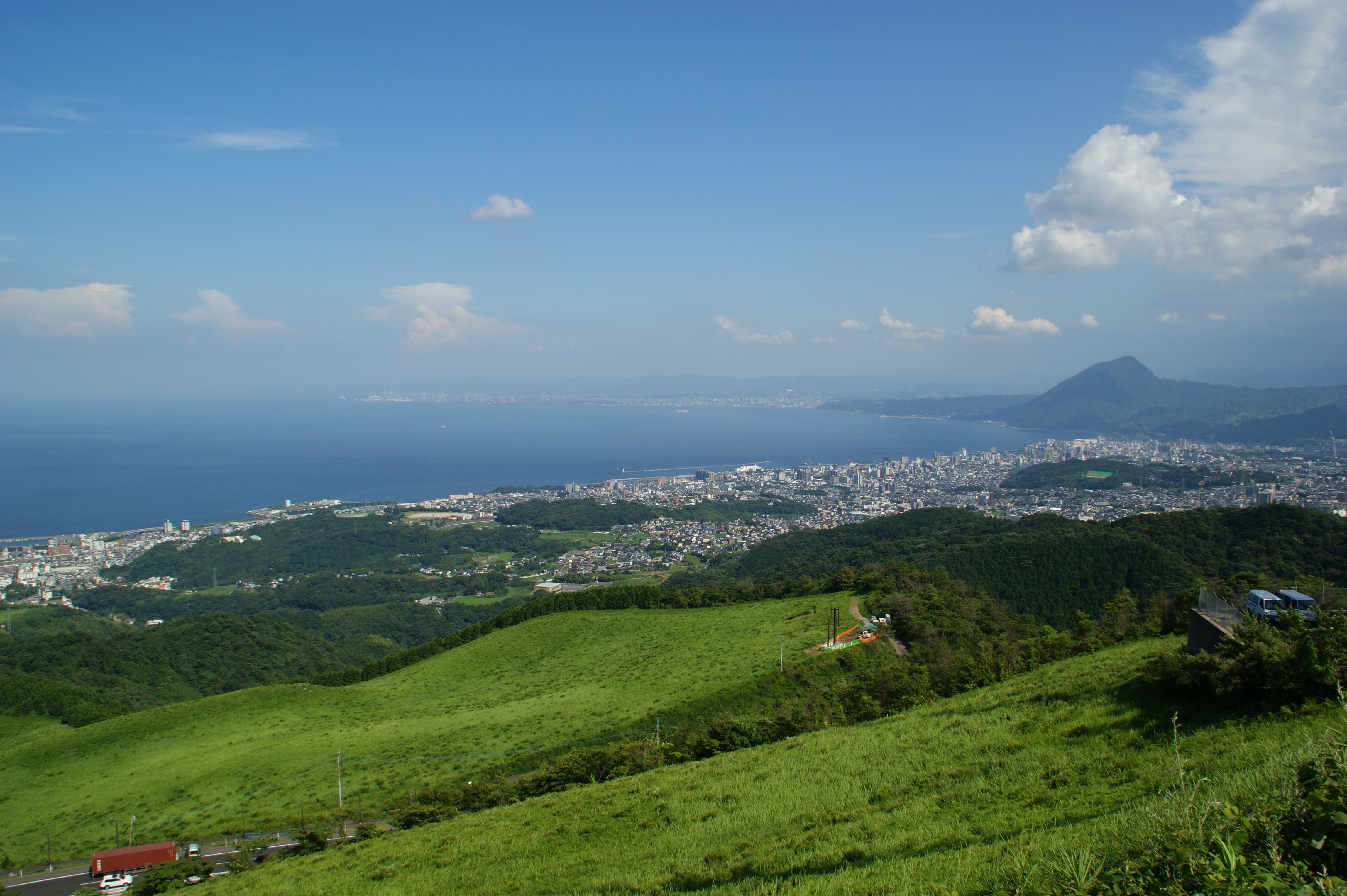
別府市十文字原から見た、別府湾と別府市街。

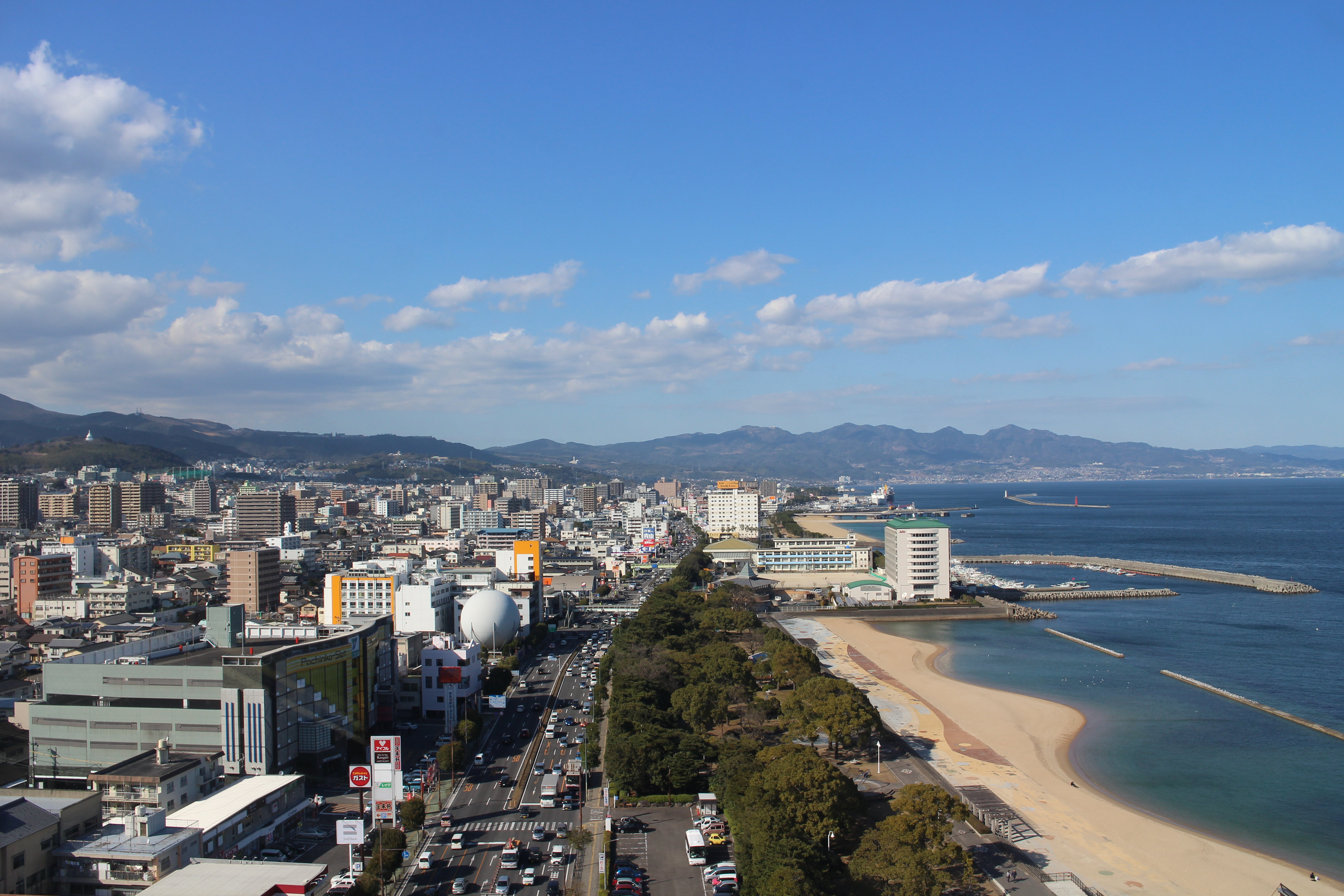
別府タワーから見た、市街地の北側。

別府市（べっぷし）は、大分県の東海岸の中央部に位置する市である。大分県では大分市についで2番目に人口が多い。1924年（大正13年）市制施行。

## 概要
別府温泉で有名であり、毎年800万人を超える観光客が訪れてきた観光都市。また国際観光温泉文化都市、国際会議観光都市に指定されている。温泉が市内各地で湧出し、源泉数は2300ヶ所以上で、日本の総源泉数の約1割を占め、湧出量も日本最多である。温泉は観光や、市民生活だけでなく、古くは明礬の生産から、地熱発電、湯治、医療、温泉熱を利用した花き栽培・養魚業、最近では温泉泥を利用した美容法まで、様々な産業に幅広く利用されている。
経済圏では大分都市圏（別大都市圏）に属する。隣接する大分市とは、市街地が高崎山により分断されている。その間の約7kmは九州で特に交通量の多い区間の1つであり、6車線の別大国道（国道10号）により結ばれている。また、市内に4ヶ所あるJR日豊本線の各駅から大分市中心部まで、10分から30分程度の距離であり、大分市のベッドタウンとしての役割も担っている。
特別都市建設法による財政的優遇措置を得ている事もあり、大分県の市の中では津久見市と並んで平成の大合併における合併・編入がなかった。

## 地理

### 地形・地勢

別府市中心部周辺の空中写真。
2013年8月19日撮影の35枚を合成作成。。

別府市は大分県東部のほぼ中央からやや北寄りの別府湾最奥部に位置する。
東側の海岸を除く3方向が山に囲まれており、これらは全て第四期の火山である。特に、市域西部の火山は新しく、鶴見岳では噴気活動も見られる。鶴見岳以外にも由布岳、大平山（扇山［おうぎやま］）を中心にした連山が見られ、この西部には大分百景の1つに選ばれた由布川峡谷（東山付近）、および阿蘇くじゅう国立公園の指定域が存在するため、森林も多い。
これに対して、市域の東部は別府湾に流れ込む朝見川・春木川・境川などの河川により形成された、扇状地と下流部の沖積平野から成る。この東西約5km、南北約10kmほどの地域に主要な市街地が形成された。扇状地の北部および南部は、地殻変動により東西を横切るように短い断層が多数分布し、市街地はそれらの断層に挟まれた窪んだ地形に立地している。海抜高度がゼロの海岸線から数百メートル～1000メートルを超える市域西部までの距離が短いため、市内の東西方向を中心に坂道が多い。
市域を南北に貫通する形で海岸線沿いを国道10号、中央部を東九州自動車道が通る。また、別府国際観光港（別府港）を起点として、鶴見岳や由布岳の南側を、大分県道11号別府一の宮線（九州横断道路）が通る。なお、鉄道は市の海岸線沿いをJR九州の日豊本線が通る。これに加えて、別府港へは船便も就航している。

### 気候
瀬戸内海式気候に分類され、平均気温は16.4 ℃、平均年間降水量は1644.6 mm（1981年-2010年の平均値）。大分県内においても、特に別府市の海岸部は、夏季に旱魃が発生し易い地区として知られる。
一方、市域西部の高原・山岳では標高が500～1000m以上と高いこともあり、市域東部の市街地より気温が低く、冬季には積雪や路面の凍結等も見られる。例えば、別府の街中では32℃の真夏日でも、鶴見岳の山頂付近（標高1300m）では9～10℃低い23℃といった具合である。

### 温泉

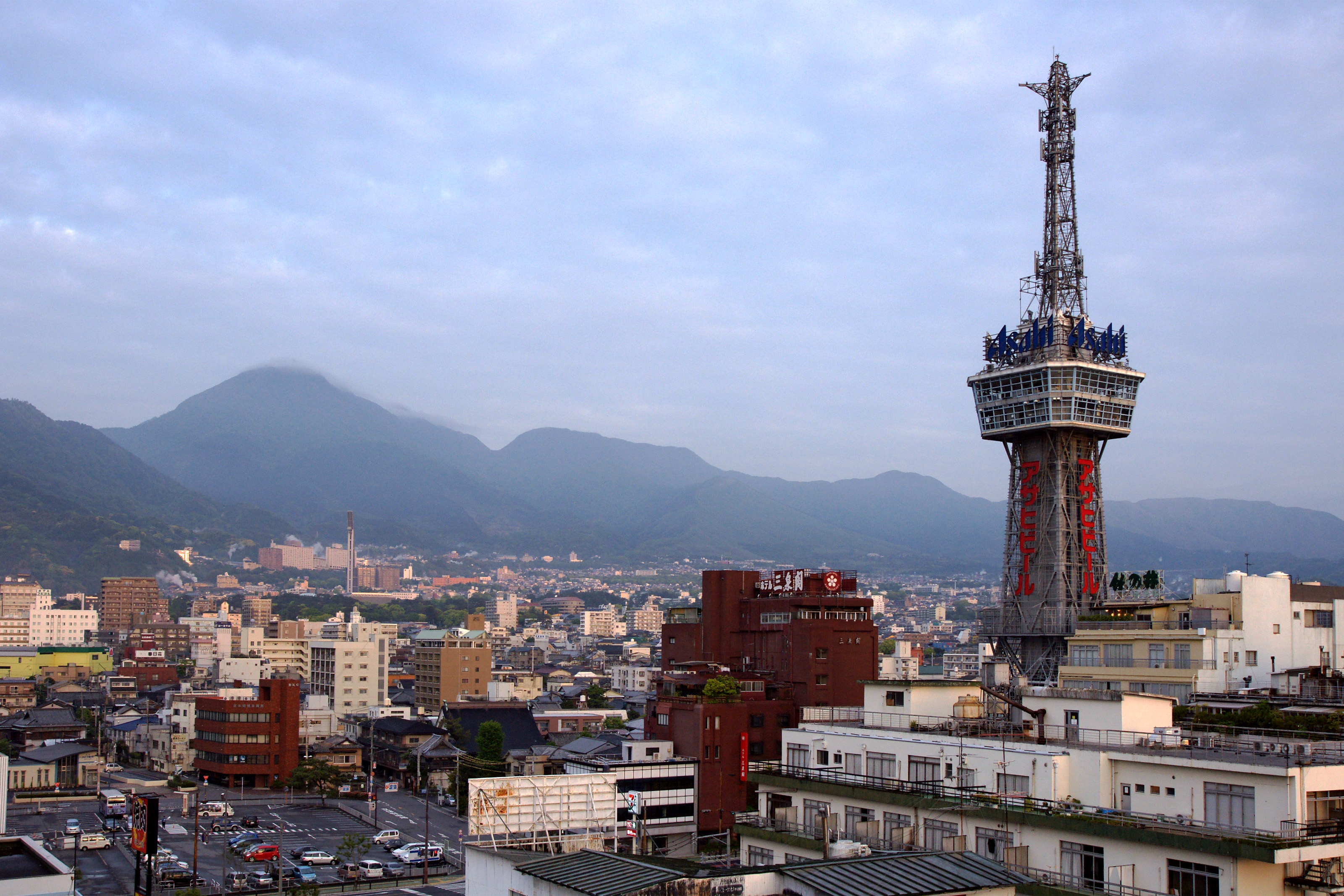
別府温泉街から望む別府タワーと鶴見岳。

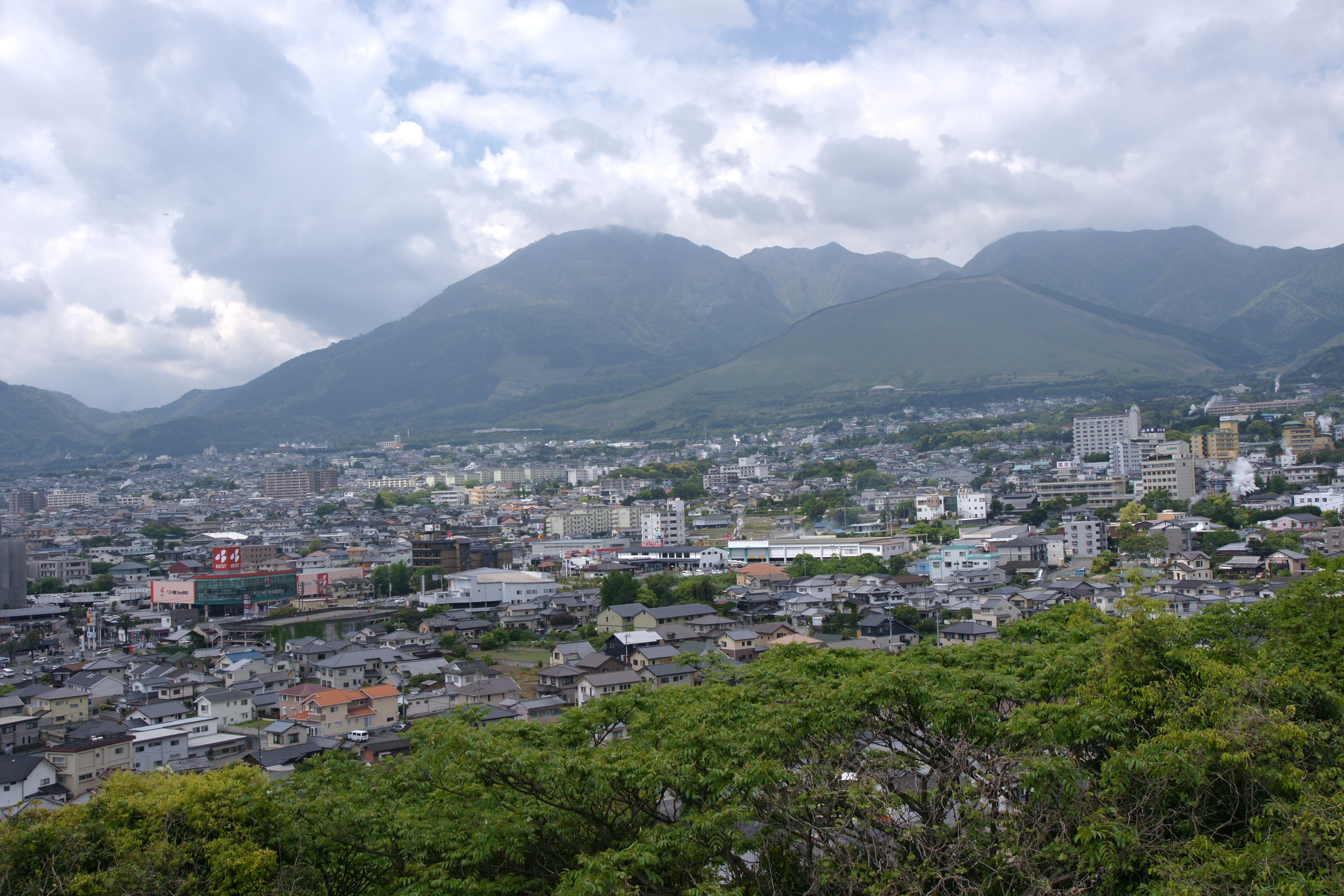
鉄輪温泉街、鶴見岳と扇山。

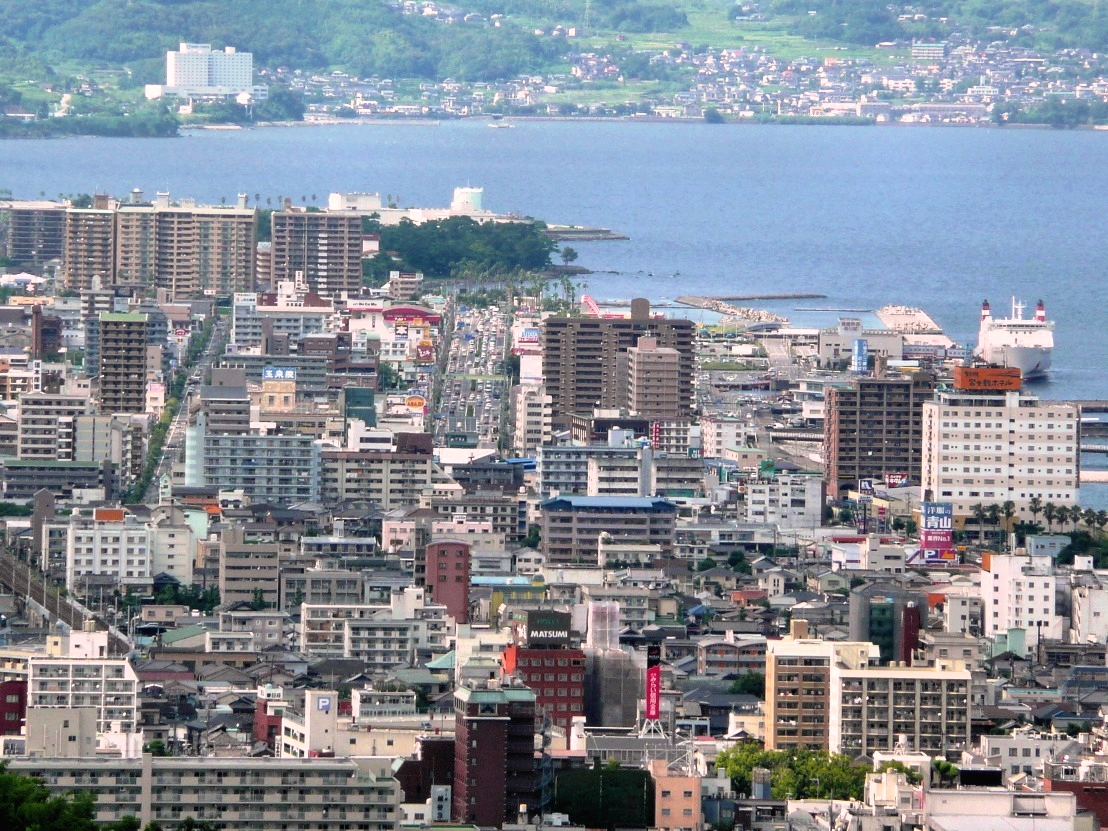
餅ヶ浜地区から上人地区にかけてのマンション群と国道10号。多くは温泉を備え、近年も集積が進む。遠景は日出町。

源泉数と湧出量は、日本一として知られ、その源泉数は約2600本と日本国内の源泉数の約9パーセントを占め、それらの合計湧出量は102 (kL/分)に達する。なお、自然湧出した源泉だけではなく、源泉井の掘削手法として上総掘りを導入した結果として、源泉掘削が容易になった事と、北九州地方だけでなく、関西から船で別府港に来る観光客などが増加した結果、20世紀に大規模な温泉業と観光業が盛んになった。また、2010年代には韓国や台湾など海外から訪れる外国人観光客が増加したが、2020年2月以降は新型コロナウイルス感染症の拡大により国内のインバウンド需要がほぼ消滅し、その影響で一時激減した。

#### 浴用以外での利用
- 別府明礬温泉の湯の花製造技術 - 明礬温泉の湯の花小屋にて生産されている湯の花（明礬）は、生産量も多く日本中へ出荷している。2006年に国の重要無形民俗文化財に指定。
- 地獄蒸し - 鉄輪温泉には湯治客が地獄釜で自炊しながら長逗留する湯治文化が残る。
- 地熱発電 - 杉乃井ホテルでは1.9 MWの地熱発電所を建設し、使用電力の約半分をまかなっている。電力自由化が施行されて以降、国の固定価格買取制度を活用した、数十～数百kW規模の地熱バイナリー発電（いわゆる温泉発電）の事例が市内で増加している。
- 花き研究所 - 1952年に大分県温泉熱利用農業研究所として設立。現在も、野菜・花きの温泉熱利用による栽培、育種の研究が行われている。
- 温泉藻研究 - サラヴィオ化粧品では温泉藻の研究を行っている。これまでに新種の微生物（RG92）を発見し、微生物が出す成分に抗炎症作用がある事を報告した。

### 隣接している自治体
- 大分市
- 宇佐市
- 由布市
- 速見郡日出町

### 地名
別府市の地名を参照。

## 文化

### 工芸
別府市は竹細工の産地として知られ、別府竹細工は1979年に国の伝統的工芸品に指定されている。市内で産出される真竹を用い、実用品から装飾品まで多様な製品が作られる。江戸時代には温泉地を訪れる旅人向けの土産物や生活用品として発展し、現在も竹細工職人の育成や技術継承が行われており、竹細工伝統産業会館では展示や製作体験も提供されている。

## 行政
- 市長：長野恭紘（2015年4月30日就任・3期目）

### 歴代市長
| 代 | 氏名       | 就任日         | 退任日         | 備考 |
| -- | ---------- | -------------- | -------------- | ---- |
| 1  | 神澤又市郎 | 1924年9月26日  | 1928年5月28日  |      |
| 2  | 平山茂八郎 | 1928年5月29日  | 1932年5月28日  |      |
| 3  | 平山茂八郎 | 1932年5月28日  | 1935年6月3日   |      |
| 4  | 永野清     | 1935年8月30日  | 1935年9月8日   | 死去 |
| 5  | 小野廉     | 1935年9月23日  | 1938年4月11日  |      |
| 6  | 内藤晴三郎 | 1938年7月11日  | 1942年7月10日  |      |
| 7  | 平山茂八郎 | 1942年9月24日  | 1942年10月19日 |      |
| 8  | 末松偕一郎 | 1942年10月20日 | 1946年10月19日 |      |
| 9  | 脇鉄一     | 1946年11月13日 | 1947年4月4日   |      |

| 代 | 氏名     | 就任日        | 退任日        | 備考 |
| -- | -------- | ------------- | ------------- | ---- |
| 10 | 脇鉄一   | 1947年4月5日  | 1951年4月4日  |      |
| 11 | 脇鉄一   | 1951年4月25日 | 1955年4月12日 |      |
| 12 | 荒金啓治 | 1955年5月2日  | 1959年4月29日 |      |
| 13 | 荒金啓治 | 1959年4月30日 | 1963年4月29日 |      |
| 14 | 荒金啓治 | 1963年4月30日 | 1967年4月29日 |      |
| 15 | 荒金啓治 | 1967年4月30日 | 1971年4月29日 |      |
| 16 | 荒金啓治 | 1971年4月30日 | 1975年4月29日 |      |
| 17 | 脇屋長可 | 1975年4月30日 | 1979年4月29日 |      |
| 18 | 脇屋長可 | 1979年4月30日 | 1983年4月29日 |      |
| 19 | 脇屋長可 | 1983年4月30日 | 1987年4月29日 |      |
| 20 | 中村太郎 | 1987年4月30日 | 1991年4月29日 |      |
| 21 | 中村太郎 | 1991年4月30日 | 1995年4月29日 |      |
| 22 | 井上信幸 | 1995年4月30日 | 1999年4月29日 |      |
| 23 | 井上信幸 | 1999年4月30日 | 2003年4月29日 |      |
| 24 | 浜田博   | 2003年4月30日 | 2006年4月10日 |      |
| 25 | 浜田博   | 2006年5月22日 | 2007年4月29日 |      |
| 26 | 浜田博   | 2007年4月30日 | 2011年4月29日 |      |
| 27 | 浜田博   | 2011年4月30日 | 2015年4月29日 |      |
| 28 | 長野恭紘 | 2015年4月30日 | 2019年4月29日 |      |
| 29 | 長野恭紘 | 2019年4月30日 | 2023年4月29日 |      |
| 30 | 長野恭紘 | 2023年4月30日 | 現職          |      |

### 別府市民憲章
別府市は1968年1月1日に「別府市民憲章」を制定した。
- 美しい町をつくりましょう。
- 温泉を大切にしましょう。
- お客さまをあたたかくむかえましょう。

### 行政上の不祥事

#### 生活保護受給者の遊技場への立ち入り調査問題
2015年12月の市議会で、別府市が同年10月に市内の遊技場（パチンコ店、競輪場）13箇所で5日間調査して、発見した受給者25人に文書で指導し、期間中に再び店にいた9人の医療費を除く生活保護の支給を1-2ヶ月停止した事、また、受給開始時にパチンコ店に出入りしないという誓約書を求めた事が明らかになった。生活保護受給者の比率が3.3パーセントと、平均的な日本の自治体の2倍近くに上る別府市では、1990年以前から年1回ペースで調査を実施していた。これに対しては、賛否両論があり、弁護士ら約140人が組織した「生活保護支援九州・沖縄ネットワーク」が、「指導や処分は違法」「過度の制約を課し著しく不適切」として中止を申し入れ、意見書を提出した。また、初鹿明博衆議院議員も国会で質問主意書による質問を行った。一方、別府市に寄せられた200件超の意見のうち、8割以上が停止措置を支持する内容であった。
この問題について厚生労働省は、生活保護法ではパチンコ等への支出は明確には禁じられておらず、支給停止は不適切との見解を大分県に伝達し、2016年2月に大分県は別府市に是正を求めた。これを受けて別府市は2016年度より停止措置の中止を決定したが、巡回調査は継続し、ギャンブルをする受給者を発見した場合は指導を実施すると決定した。これに対して、「生活保護支援九州・沖縄ネットワーク」の事務局長を務める弁護士は、生活保護受給者は公衆の面前で、何ら違法性の無い行為にまで行政から干渉されても仕方ないという誤ったイメージを与えられ萎縮させられるため、不適切だとの見解を示した。

## 議会

### 市議会
- 定数：25名
- 議長：加藤信康（市民クラブ）
- 副議長：日名子敦子（自民新政会）
- 任期：2023年4月30日 - 2027年4月29日

| 会派名             | 議席数 | 所属党派     |
| ------------------ | ------ | ------------ |
| 自民新政会         | 8      | 自由民主党   |
| 公明党             | 4      | 公明党       |
| 市民クラブ         | 3      |              |
| 創世会             | 2      | 自由民主党   |
| ビーワンべっぷ     | 2      |              |
| 行財政改革クラブ   | 1      |              |
| 新しい別府を創る会 | 1      |              |
| 日本共産党         | 1      | 日本共産党   |
| 創る未来の会       | 1      |              |
| 日本維新の会       | 1      | 日本維新の会 |
| 有志の会           | 1      |              |

（2023年5月17日現在）

### 県議会
- 選挙区：別府市選挙区
- 定数：5名
- 任期：2023年4月30日 - 2027年4月29日

| 議員名   | 会派名     | 備考             |
| -------- | ---------- | ---------------- |
| 嶋幸一   | 自由民主党 |                  |
| 原田孝司 | 県民クラブ | 党籍は立憲民主党 |
| 戸高賢史 | 公明党     |                  |
| 桝田貢   | 自由民主党 |                  |
| 猿渡久子 | 日本共産党 |                  |

### 衆議院
- 選挙区：大分県第3区 （別府市、中津市、豊後高田市、杵築市、宇佐市、国東市、東国東郡、速見郡）
- 任期：2021年10月31日 - 2025年10月30日（「第49回衆議院議員総選挙」参照）

| 議員名 | 党派名     | 当選回数 | 備考   |
| ------ | ---------- | -------- | ------ |
| 岩屋毅 | 自由民主党 | 9        | 選挙区 |

## 公共機関

### 国の行政機関
法務省
- 大分地方法務局別府法務局証明サービスセンター[22]
- 別府区検察庁

財務省
- 国税庁熊本国税局別府税務署

厚生労働省
- 大分労働局別府公共職業安定所（ハローワーク別府）[23]
  - 別府パートバンク
- 国立保養所国立別府重度障害者センター

国土交通省
- 九州地方整備局 別府港湾・空港整備事務所[24]

防衛省
- 陸上自衛隊西部方面隊第4師団第41普通科連隊（別府駐屯地）
- 自衛隊大分地方協力本部別府地域事務所
- 自衛隊大分地方協力本部大分地域援護センター
- 九州防衛局別府防衛事務所

### 独立行政法人
- 高齢・障害・求職者雇用支援機構大分障害者職業センター[25]
- 国立病院機構別府医療センター
- 国立病院機構西別府病院

### 特殊法人
- 日本年金機構九州ブロック本部別府年金事務所（旧大分社会保険事務局別府社会保険事務所）
- 特殊会社
  - 日本郵政別府郵政健康管理センター
  - 日本郵政かんぽの宿別府[26]（2019年12月20日付で営業を終了）[27]
  - 日本郵便 別府郵便局
  - 日本政策金融公庫別府支店（旧国民生活金融公庫別府支店）

### 司法機関
- 別府簡易裁判所

### 国立大学法人
- 九州大学病院別府病院
- 京都大学大学院理学研究科附属地球熱学研究施設

### 県の行政機関
- 東部振興局別府事務所
- 東部保健所
- 別府県税事務所
- 別府土木事務所
- 別府警察署
- 大分県竹工芸・訓練支援センター（職業能力開発校）

## 歴史
別府温泉の歴史の節も参照のこと。

### 近現代

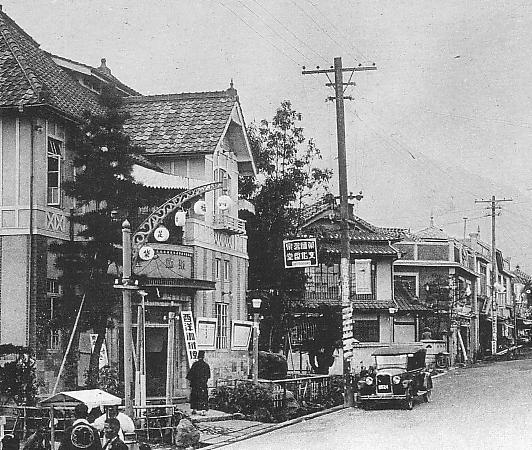
別府市街（大正〜昭和初期頃）

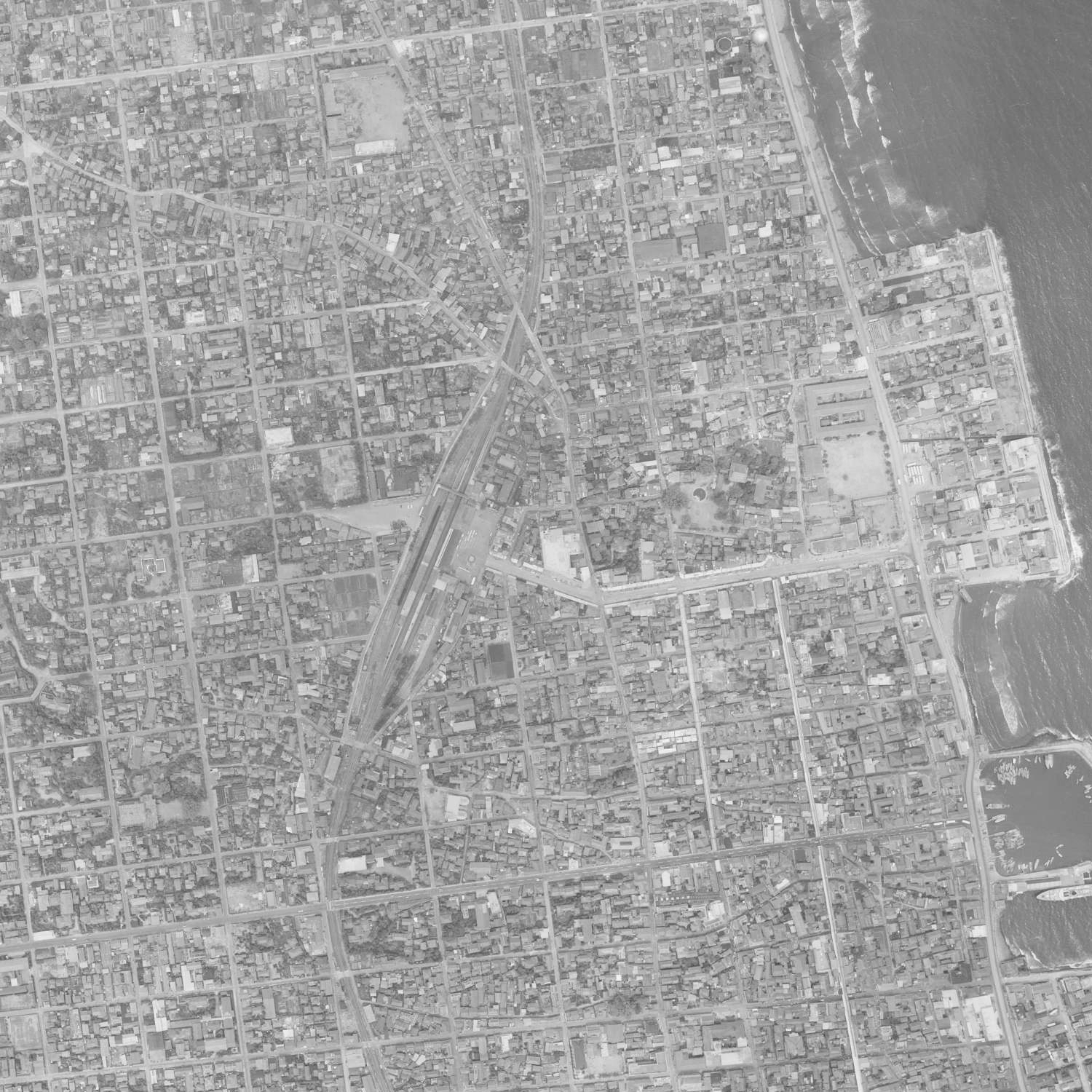
別府市中心部の白黒空中写真（1961年4月撮影）

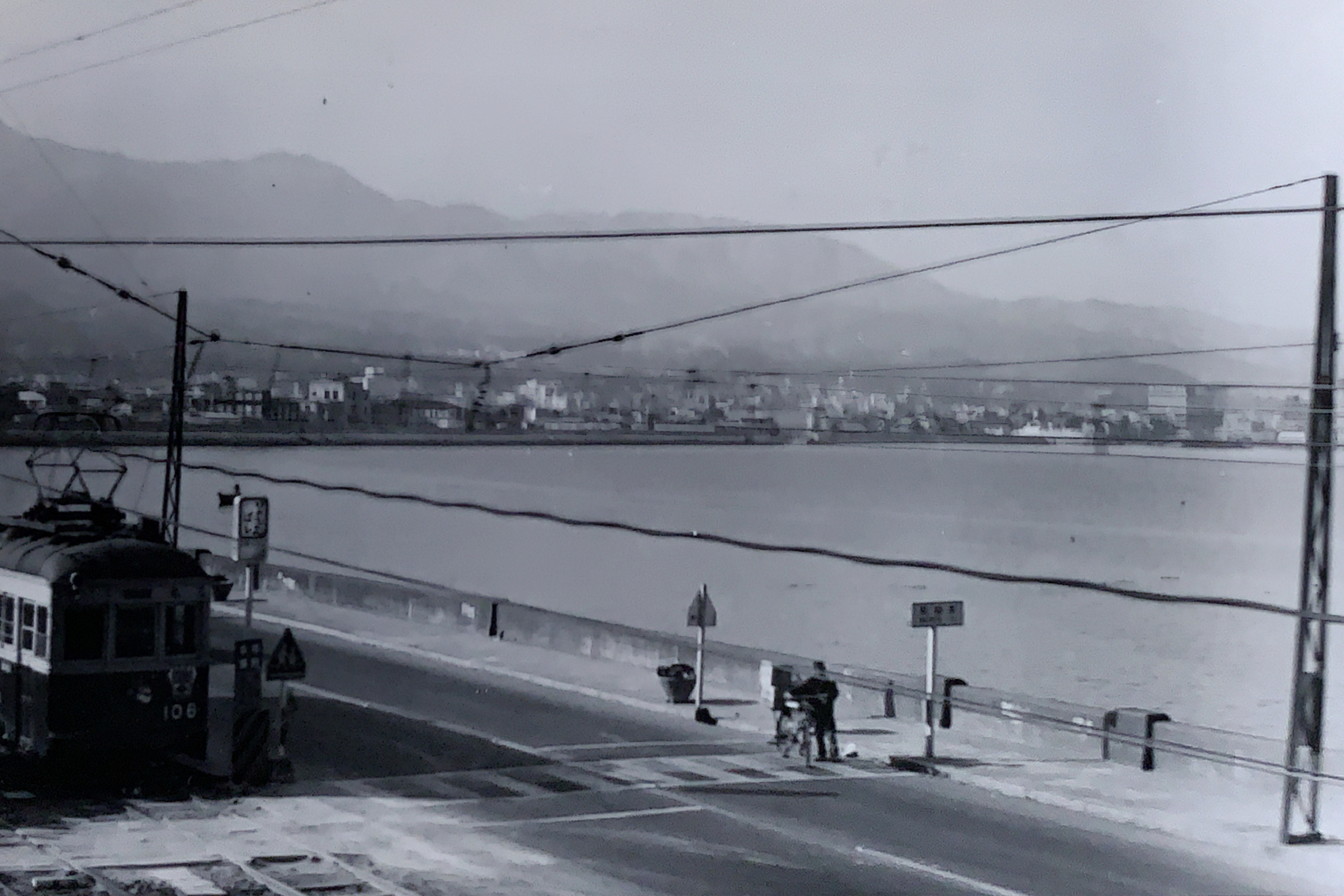
両郡橋から見た別府市（1960年代）

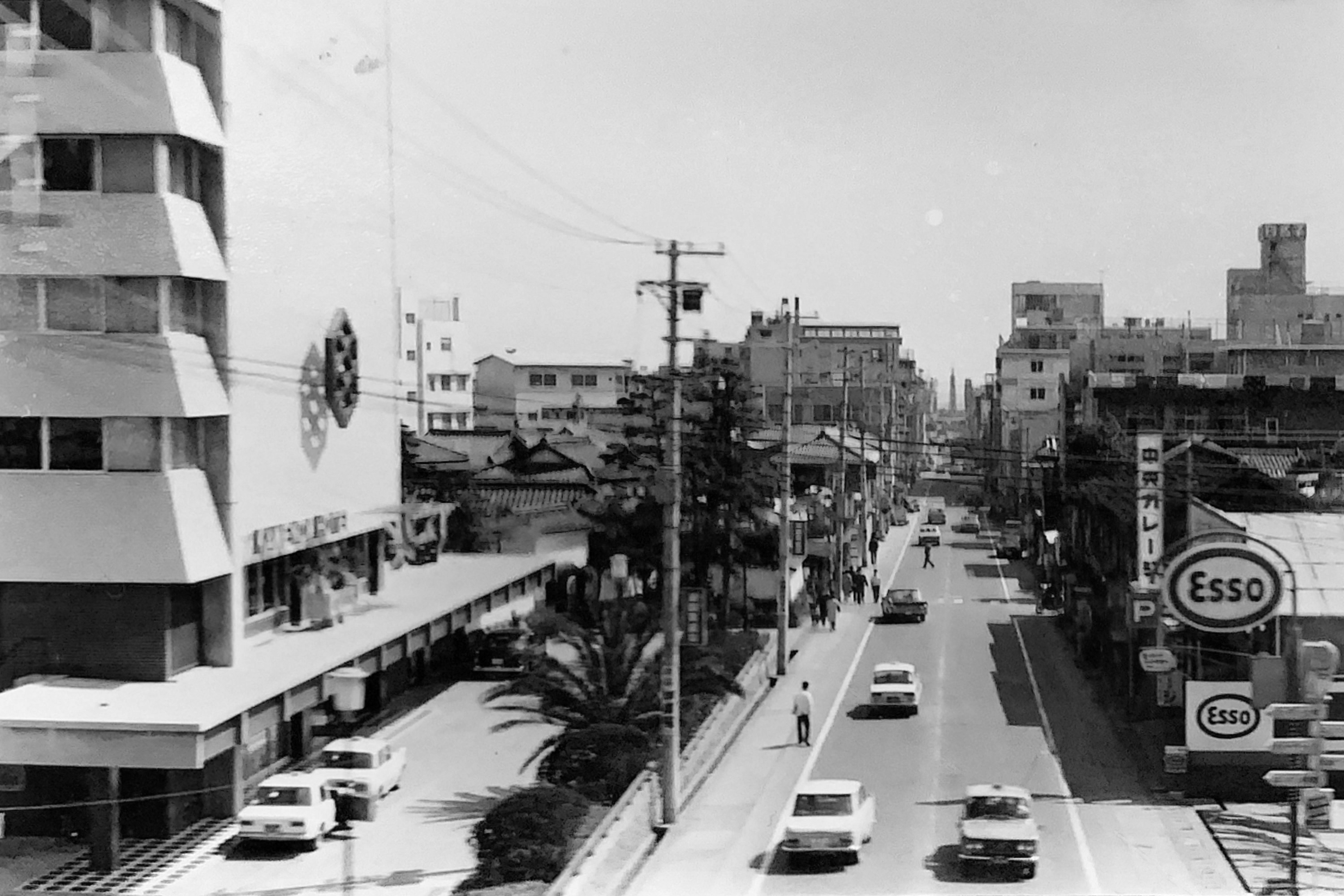
別府市流川通り（1960年代）

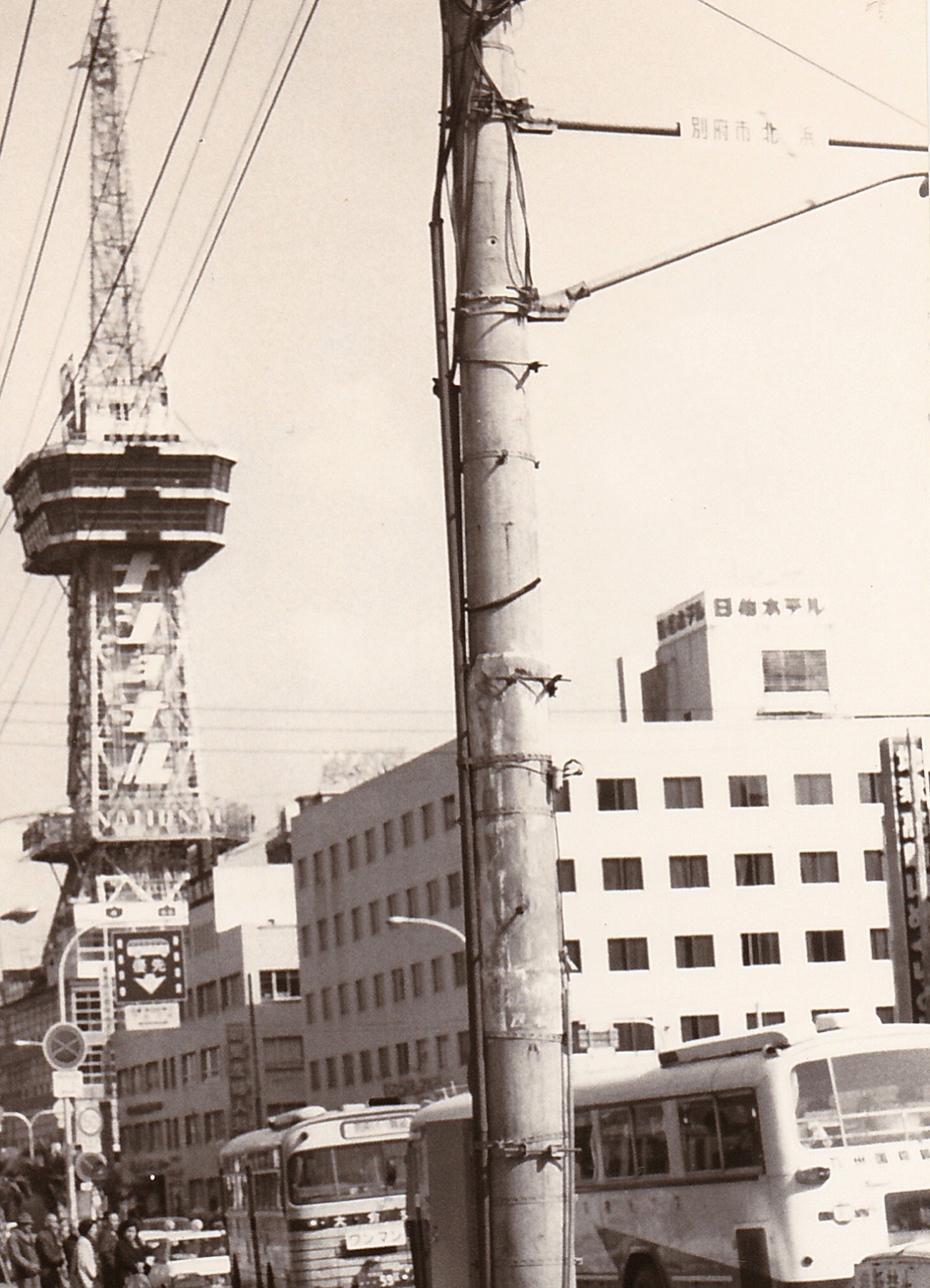
別府タワー（1960年代）

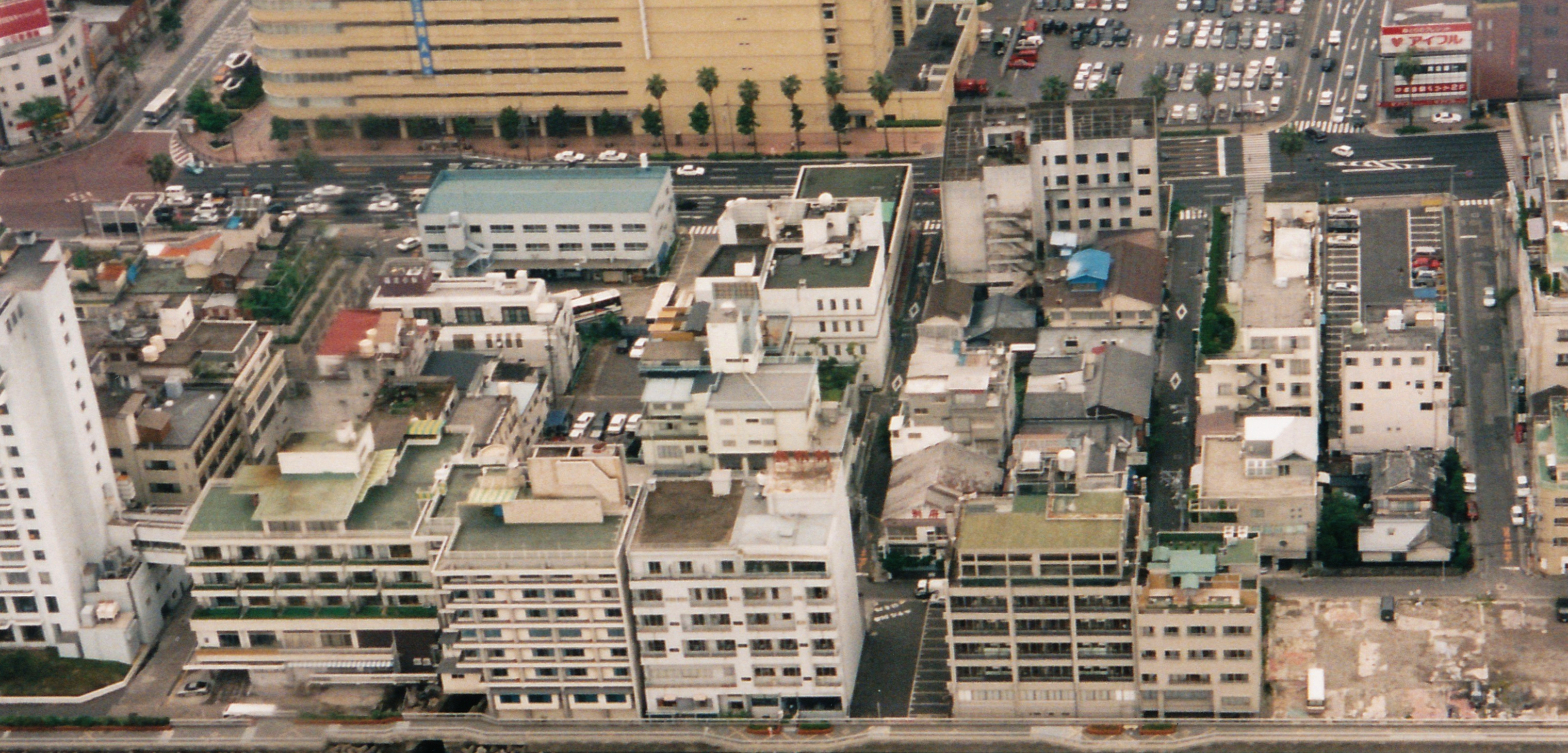
別府市北浜海岸側 1998年5月（航空写真）

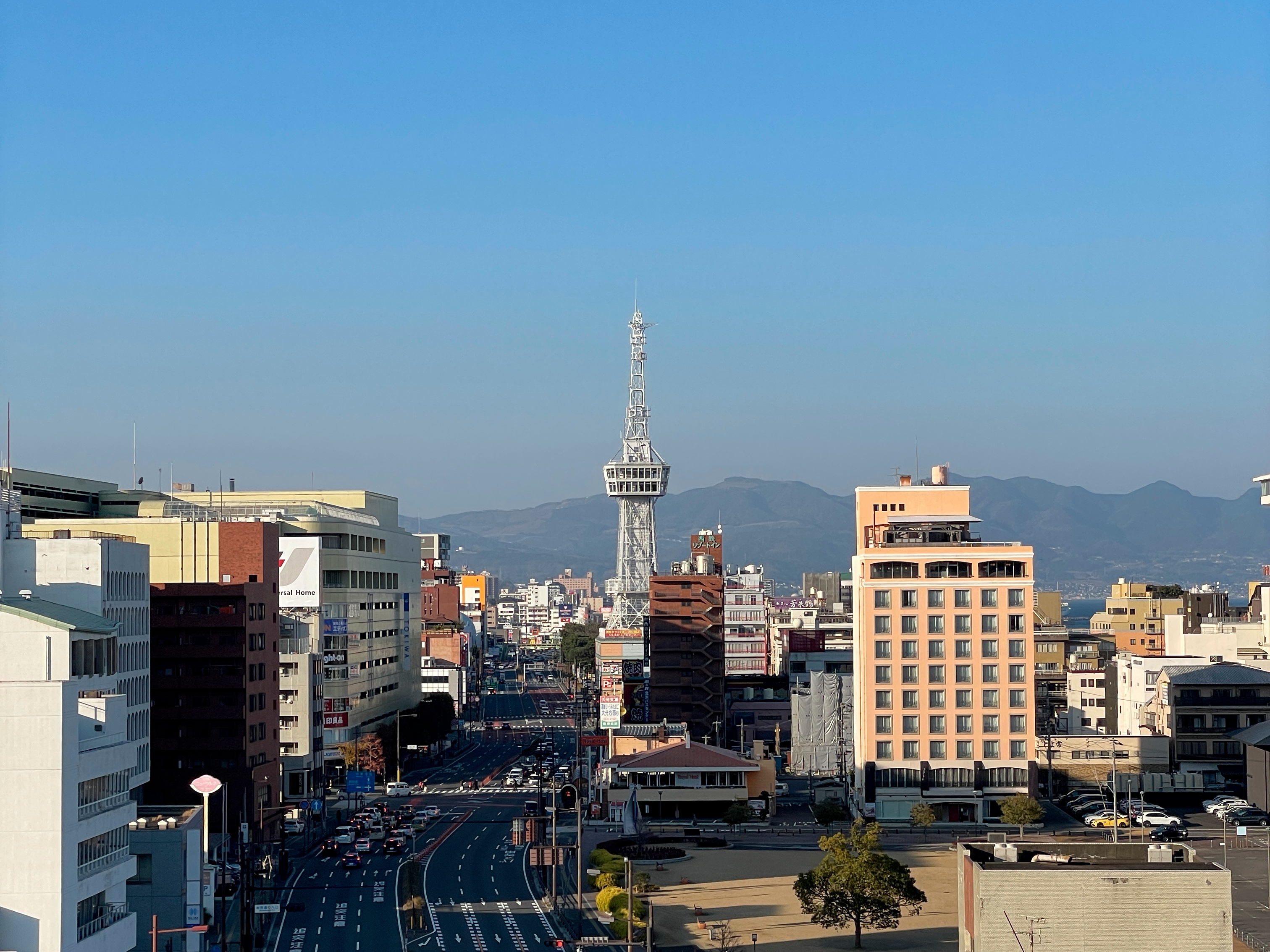
別府市中心部とリニューアルした別府タワー（2023年）

- 1871年（明治4年）5月30日 - 別府港（後の楠港）完成。
- 1873年（明治6年） - 大阪開商社の蒸気船「益丸」が就航し、大阪との航路を開設。
- 1875年 - 「満珠丸」「金刀比羅丸」「安全丸」「大西丸」「凌波丸」が就航。西南戦争により輸送量が飛躍的に増加。
- 1879年（明治12年） - 竹瓦温泉開設。源泉井掘削の手法として上総掘りを導入。
- 1880年 - 荒金猪六らが起こした別府会社の「山城丸」が就航。
- 1884年（明治17年） - 大阪商船が設立され、阪神-別府-細島航路に「佐伯丸」が就航。
- 1885年（明治18年） - 阪神-別府-宇和島航路に宇和島運輸の「第一宇和島丸」が就航。
- 1889年（明治22年）4月1日 - 町村制施行により別府村が自治体として発足。
- 1893年（明治26年）4月11日 - 町制施行。
- 1900年（明治33年）5月10日 - 豊州電気鉄道（後の大分交通別大線）が開通。
- 1902年（明治35年）2月26日 - 別府町・浜脇町学校組合立工業徒弟学校を浜脇町に設立。
- 1906年（明治39年）4月1日 - 浜脇町と別府町が合併。人口12,308人（大正3年町史）の別府町が誕生。
- 1908年（明治41年）3月 - 「別府町歌」を制定。
- 1911年（明治44年）
  - 7月16日 - 別府駅開設。
  - 10月 - 亀の井旅館（現在の亀の井ホテル）創業。
- 1912年（明治45年）
  - 2月1日 - 上田の湯に陸軍病院が開院。
  - 5月28日 - 大阪商船が阪神・別府間に観光航路・大阪別府線を開設、客船「紅丸」就航。
- 1917年（大正6年） - 朝見浄水場竣工。大分県下初の上水道が完成。
- 1921年（大正10年） - 地獄循環道路（現・大分県道52号ほか）が完成。
- 1922年（大正11年）3月25日 - 市内の的ヶ浜地区の集落を警察官が焼き払う事件が発生（的ヶ浜事件）。
- 1923年（大正12年）7月15日 - 日本航空株式会社が別府 - 大阪間に水上機による定期航空路を開設。
- 1924年（大正13年）
  - 1月 - 京都大学が地球物理学研究所（現・京都大学大学院理学研究科附属地球熱学研究施設）を設置。
  - 4月1日 - 市制施行[28]（人口36,276人）。
- 1925年（大正14年）
  - 1月18日 - 亀川に海軍病院（現・国立病院機構別府医療センター）が開院。
  - 11月13日 - 東京電燈研究所が別府で日本最初の地熱発電に成功。
- 1928年（昭和3年）
- 1月 - 亀の井ホテルのバス事業部として亀の井自動車（現在の亀の井バス）を設立し、地獄巡り遊覧バスを運行。
  - 3月28日 - 別府市公会堂（別府市指定文化財）完成。
  - 4月 - 中外産業博覧会を開催。
- 1929年（昭和4年） - 別府遊園（ラクテンチ）開業。
- 1931年（昭和6年） - 九州大学が温泉治療学研究所（現・九州大学病院別府病院）を設置。
- 1935年（昭和10年）9月4日 - 石垣村、朝日村、亀川町を編入。市域拡大を記念し「別府市歌」を制定。
- 1937年（昭和12年）
  - 3月 - 別府国際温泉観光大博覧会を開催。
  - 5月4日 - 別府高等小学校が火災により焼失[29]。
- 1938年（昭和13年） - 大分県が大分県工業試験場別府工芸指導所（現・大分県竹工芸・訓練支援センター）を設立。
- 1945年（昭和20年） - 第2次世界大戦敗戦により進駐軍が別府公園を接収し、駐留開始。別府市域の戦災は軽微で人口急増。
- 1952年（昭和24年） - 大分県が大分県温泉熱利用農業研究所（現・大分県農林水産研究センター花き研究所）を設立。
- 1950年（昭和25年）5月16日 - 別府競輪場を開設。
- 1950年（昭和25年）
  - 7月 - 国際観光温泉文化都市に指定。国際観光文化都市の第1号。
  - 別府市工芸研究所を設立。
- 1952年（昭和27年）2月 - 第1回別府大分毎日マラソン大会開催。
- 1957年（昭和32年）
  - 3月 - 別府温泉観光産業大博覧会を開催。
  - 5月 - 別府タワー開業。
  - 12月 - 野口原のキャンプ・チッカマウガ（現・別府公園）がアメリカ合衆国軍より返還され、陸上自衛隊に移管。別府駐屯地を設置。
- 1960年（昭和35年）
  - 原子爆弾被爆者別府温泉療養研究所開設。
  - 関西汽船3000トン級クルーズ客船「くれない丸」就航。
- 1962年（昭和37年）
  - 別府ロープウェイ開通。
  - 別府駐屯地に第41普通科連隊編成。
- 1964年（昭和39年）10月 - やまなみハイウェイ（九州横断道路）開通。
- 1966年（昭和41年）9月6日 - 日豊本線別府駅付近高架化工事完工と同時に亀川駅〜東別府駅間複線化。
- 1967年（昭和42年）9月15日 - 日豊本線の別府市内全区間を含む新田原〜幸崎間電化。
- 1972年（昭和47年）4月5日 - 大分交通別大線廃止。
- 1978年（昭和53年）3月 - 別府駐屯地が野口原から扇山の新駐屯地に移駐。旧駐屯地は翌年別府市に返還され、跡地を別府公園として再整備。
- 1979年（昭和54年） - 別府竹細工が通商産業大臣によって伝統工芸品に指定。
- 1985年（昭和60年）4月 - 市役所移転、新庁舎開庁[注 4]。
- 1988年（昭和63年）10月8日 - 北浜地区再開発でトキハ別府店が開店。
- 1989年（平成元年）7月 - 大分自動車道湯布院 - 別府間が開通。別府湾サービスエリア開設。
- 1992年（平成4年）12月 - 大分自動車道別府 - 大分間が開通。
- 1994年（平成6年）6月 - 別府市竹細工伝統産業会館開館。
- 1995年（平成7年）7月 - コンベンション施設ビーコンプラザが完成。
- 1998年（平成10年）11月 - 第1回別府アルゲリッチ音楽祭を開催。
- 1999年（平成11年）7月 - 別府八湯ウォークがスタート。
- 2001年（平成13年）
  - 4月 - 別府八湯温泉道がスタート。同年9月ケータイ温泉道＠別府がスタート。
  - 10月 - インパク連動で最初の別府八湯温泉泊覧会・オンパクを開催。
- 2003年（平成15年）4月 - 地域通貨「湯路」誕生。
- 2005年（平成17年）
  - 4月 - ONSENツーリズム局の設置。
  - 7月 - 地域通貨「泉都」スタート。
- 2006年（平成18年）8月 - 鉄輪むし湯リニューアルオープン。
- 2007年（平成19年）11月29日 - 楠港跡地再開発でゆめタウン別府が開店。
- 2008年（平成20年）7月9日 - 中心市街地活性化法に基づく「別府市中心市街地活性化基本計画」認定。
- 2009年（平成21年）4月 - 別府現代芸術フェスティバル2009 混浴温泉世界を開催。
- 2010年（平成22年）
  - 3月 - 地獄蒸し工房鉄輪オープン。
  - 8月 - 2010年日本APECの成長戦略ハイレベル会合を開催。
- 2011年（平成23年）3月 - 別府駅前再開発事業（別府近鉄百貨店跡）に着手。
- 2012年（平成24年）9月 - 「別府の湯けむり・温泉地景観」が、国の重要文化的景観（文化財）に指定。
- 2022年（令和4年）3月16日 - 南別府駐屯地廃止。

### 行政区域の変遷
- 1889年（明治22年）4月1日 - 町村制施行により、現在の市域に該当する以下の村が発足。
  - 速見郡別府村・浜脇村・御越村・石垣村・朝日村
- 1893年（明治26年）4月11日 - 別府村→別府町、浜脇村→浜脇町（町制施行）
- 1901年（明治34年）11月1日 - 御越村→御越町（町制施行）
- 1906年（明治39年）4月1日 - 浜脇町・別府町→別府町（対等合併、新町制）
- 1924年（大正13年）4月1日 - 別府町→別府市（市制施行）
- 1925年（大正14年）1月1日 - 御越町→亀川町（改称）
- 1935年（昭和10年）9月4日 - 石垣村・朝日村・亀川町→別府市（編入）
- 1956年（昭和31年）4月1日 - 日出町の一部・南端村の一部・挾間町の一部→別府市（編入）

- 現在の別府市の市域の大部分は速見郡であった。

| 明治以前              | 明治初年 - 明治22年    | 明治22年 4月1日 町村制施行 | 明治22年 - 明治33年                 | 明治34年 - 明治45年         | 大正元年 - 大正15年        | 昭和元年 - 昭和30年                   | 昭和元年 - 昭和30年                       | 昭和31年 - 現在             | 現在   |
| --------------------- | ---------------------- | -------------------------- | ----------------------------------- | --------------------------- | -------------------------- | ------------------------------------- | ----------------------------------------- | --------------------------- | ------ |
| 別府村                | 別府村                 | 別府村                     | 明治26年4月11日 町制 別府町         | 明治39年4月1日 別府町       | 大正13年4月1日 市制 別府市 | 別府市                                | 別府市                                    | 別府市                      | 別府市 |
| 朝見村                | 別府村                 | 別府村                     | 明治26年4月11日 町制 別府町         | 明治39年4月1日 別府町       | 大正13年4月1日 市制 別府市 | 別府市                                | 別府市                                    | 別府市                      | 別府市 |
| 浜脇村                | 浜脇村                 | 浜脇村                     | 明治26年4月11日 町制 浜脇町         | 明治39年4月1日 別府町       | 大正13年4月1日 市制 別府市 | 別府市                                | 別府市                                    | 別府市                      | 別府市 |
| 田野口村              | 浜脇村                 | 浜脇村                     | 明治26年4月11日 町制 浜脇町         | 明治39年4月1日 別府町       | 大正13年4月1日 市制 別府市 | 別府市                                | 別府市                                    | 別府市                      | 別府市 |
| 亀川村                | 亀川村                 | 御越村                     | 御越村                              | 明治34年11月1日 町制 御越町 | 大正14年1月1日 改称 亀川町 | 昭和10年9月4日 別府市に編入           | 別府市                                    | 別府市                      | 別府市 |
| 平田村                | 亀川村                 | 御越村                     | 御越村                              | 明治34年11月1日 町制 御越町 | 大正14年1月1日 改称 亀川町 | 昭和10年9月4日 別府市に編入           | 別府市                                    | 別府市                      | 別府市 |
| 内竈村                | 内竈村                 | 御越村                     | 御越村                              | 明治34年11月1日 町制 御越町 | 大正14年1月1日 改称 亀川町 | 昭和10年9月4日 別府市に編入           | 別府市                                    | 別府市                      | 別府市 |
| 古市村                | 内竈村                 | 御越村                     | 御越村                              | 明治34年11月1日 町制 御越町 | 大正14年1月1日 改称 亀川町 | 昭和10年9月4日 別府市に編入           | 別府市                                    | 別府市                      | 別府市 |
| 野田村（竈門荘）      | 野田村                 | 御越村                     | 御越村                              | 明治34年11月1日 町制 御越町 | 大正14年1月1日 改称 亀川町 | 昭和10年9月4日 別府市に編入           | 別府市                                    | 別府市                      | 別府市 |
| 立石村（朝見荘）      | 明治11年 改称 南立石村 | 石垣村                     | 石垣村                              | 石垣村                      | 石垣村                     | 昭和10年9月4日 別府市に編入           | 別府市                                    | 別府市                      | 別府市 |
| 東畑村                | 東山村                 | 石垣村                     | 石垣村                              | 石垣村                      | 石垣村                     | 昭和10年9月4日 別府市に編入           | 別府市                                    | 別府市                      | 別府市 |
| 椿村                  | 東山村                 | 石垣村                     | 石垣村                              | 石垣村                      | 石垣村                     | 昭和10年9月4日 別府市に編入           | 別府市                                    | 別府市                      | 別府市 |
| 山野口村              | 東山村                 | 石垣村                     | 石垣村                              | 石垣村                      | 石垣村                     | 昭和10年9月4日 別府市に編入           | 別府市                                    | 別府市                      | 別府市 |
| 捏山村                | 東山村                 | 石垣村                     | 石垣村                              | 石垣村                      | 石垣村                     | 昭和10年9月4日 別府市に編入           | 別府市                                    | 別府市                      | 別府市 |
| 南石垣村              | 南石垣村               | 石垣村                     | 石垣村                              | 石垣村                      | 石垣村                     | 昭和10年9月4日 別府市に編入           | 別府市                                    | 別府市                      | 別府市 |
| 中石垣村              | 南石垣村               | 石垣村                     | 石垣村                              | 石垣村                      | 石垣村                     | 昭和10年9月4日 別府市に編入           | 別府市                                    | 別府市                      | 別府市 |
| 北石垣村              | 北石垣村               | 石垣村                     | 石垣村                              | 石垣村                      | 石垣村                     | 昭和10年9月4日 別府市に編入           | 別府市                                    | 別府市                      | 別府市 |
| 北鉄輪村              | 鉄輪村                 | 朝日村                     | 朝日村                              | 朝日村                      | 朝日村                     | 昭和10年9月4日 別府市に編入           | 別府市                                    | 別府市                      | 別府市 |
| 南鉄輪村              | 鉄輪村                 | 朝日村                     | 朝日村                              | 朝日村                      | 朝日村                     | 昭和10年9月4日 別府市に編入           | 別府市                                    | 別府市                      | 別府市 |
| 鶴見北中村            | 鶴見村                 | 朝日村                     | 朝日村                              | 朝日村                      | 朝日村                     | 昭和10年9月4日 別府市に編入           | 別府市                                    | 別府市                      | 別府市 |
| 鶴見原中村            | 鶴見村                 | 朝日村                     | 朝日村                              | 朝日村                      | 朝日村                     | 昭和10年9月4日 別府市に編入           | 別府市                                    | 別府市                      | 別府市 |
| 天間村                | 天間村                 | 南端村 （一部）            | 南端村（一部）                      | 南端村（一部）              | 南端村（一部）             | 南端村（一部）                        | 南端村（一部）                            | 昭和31年8月1日 別府市に編入 | 別府市 |
| 南畑村（一部）        | 南畑村（一部）         | 南端村 （一部）            | 南端村（一部）                      | 南端村（一部）              | 南端村（一部）             | 南端村（一部）                        | 南端村（一部）                            | 昭和31年8月1日 別府市に編入 | 別府市 |
| 小浦村（一部）        | 平道村（一部）         | 豊岡村 （一部）            | 明治31年3月19日 町制 豊岡町（一部） | 豊岡町（一部）              | 豊岡町（一部）             | 昭和29年3月31日 日出町（一部）        | 昭和29年3月31日 日出町（一部）            | 昭和31年8月1日 別府市に編入 | 別府市 |
| 小坂村（一部）        | 平道村（一部）         | 豊岡村 （一部）            | 明治31年3月19日 町制 豊岡町（一部） | 豊岡町（一部）              | 豊岡町（一部）             | 昭和29年3月31日 日出町（一部）        | 昭和29年3月31日 日出町（一部）            | 昭和31年8月1日 別府市に編入 | 別府市 |
| 大分郡内成村 （一部） | 大分郡内成村 （一部）  | 大分郡 石城川村 （一部）   | 大分郡石城川村 （一部）             | 大分郡石城川村 （一部）     | 大分郡石城川村 （一部）    | 昭和29年10月1日 大分郡挾間村 （一部） | 昭和30年4月1日 町制 大分郡挾間町 （一部） | 昭和31年8月1日 別府市に編入 | 別府市 |

## 経済

### 産業

#### 就業人口構成
- 第一次産業：1.5パーセント
- 第二次産業：15.3パーセント
- 第三次産業：81.8パーセント

（2005年国勢調査による）
観光業が盛んであるため、宿泊業などの観光産業や小売業を中心として第三次産業就業者の割合が8割を超えている点が特徴である。第一次産業と第二次産業就業者の割合は少ない。また製造業も菓子類や土産品などの食品製造が中心であるため、製造品出荷額が118億円、従業者1人当たり出荷額も923.5万円（2005年経産省工業統計）と極めて低い。
ただ、国指定の伝統的工芸品である別府竹細工の伝統工芸士には、18人が認定されている。
なお、別府市は農業は盛んと言い難いものの、2013年現在、主力産品としてバンペイユが挙げられる。しかし、2013年現在、日本全体で見ると、熊本県がバンペイユの収穫量の96.5パーセントを占めており、別府市は日本におけるバンペイユの主産地ではない。

#### 本社を置く主要企業
- 平和マネキン - マネキンの製作。
- 明林堂書店 - 書籍の小売業。

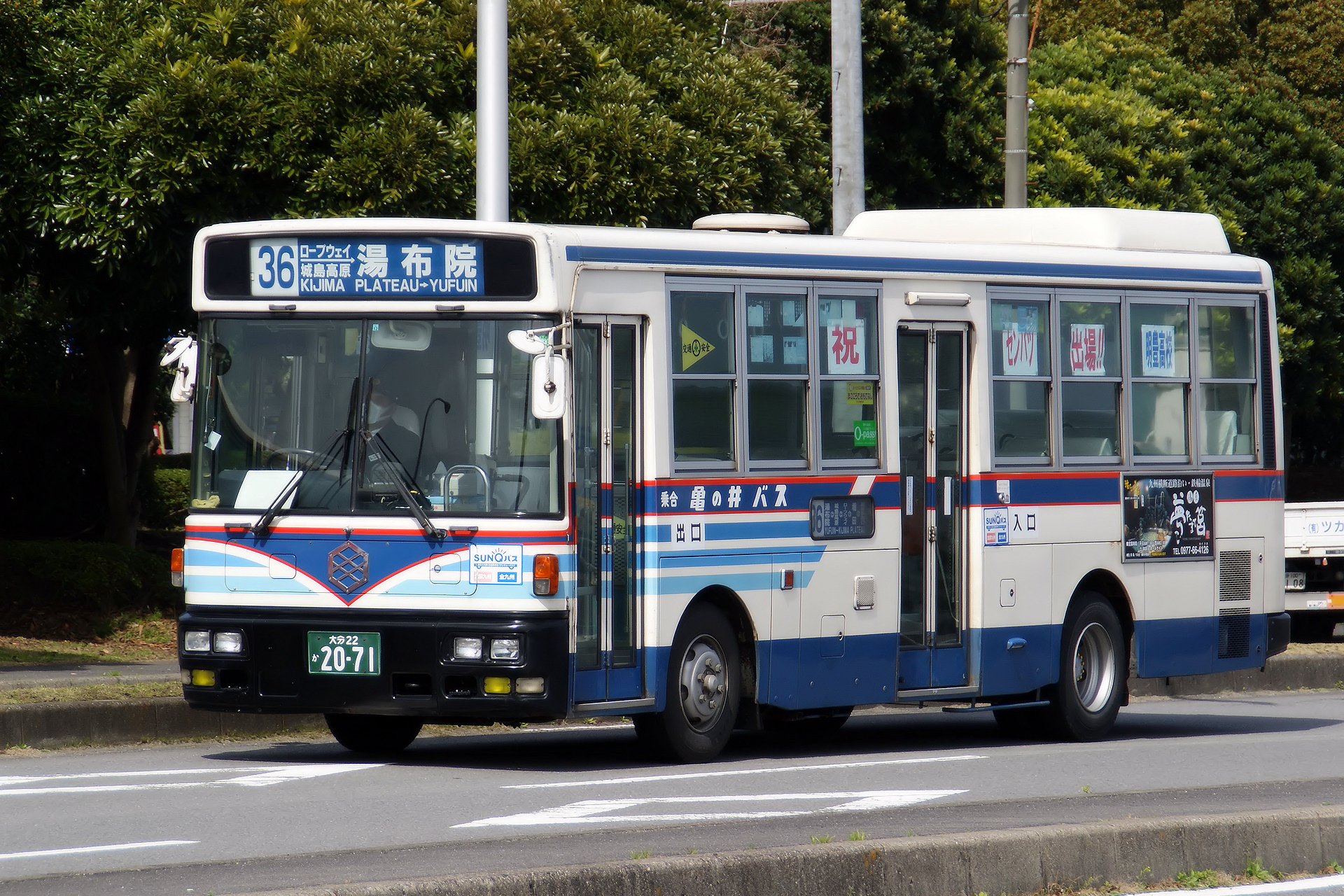
亀の井バスが運行する一般路線バスの車両。

- 三洋産業･サンヨーコーヒー - コーヒー・コーヒーフィルター・飲食店経営。
- 信用産業 - CDレンタル・販売店「スクリーン&BOO」の運営など。
- 別大興産 - 不動産業。
- 大分みらい信用金庫
- 亀の井バス - 路線バス・定期観光バスを運行。
- 大分ガス - 都市ガスを供給。
- みょうばん湯の里 - 創業享保10年（1725年）。「別府明礬温泉の湯の花製造技術」を受け継ぐ別府最古の企業[33]。
- サラヴィオ化粧品 - 医薬品、化粧品の製造開発・温泉藻類微生物の研究開発。
- JAべっぷ日出 - 農業協同組合。別府市は農家が少なく、市内での主な事業は小売・金融・保険・冠婚葬祭業など。

#### かつて本社を置いていた企業

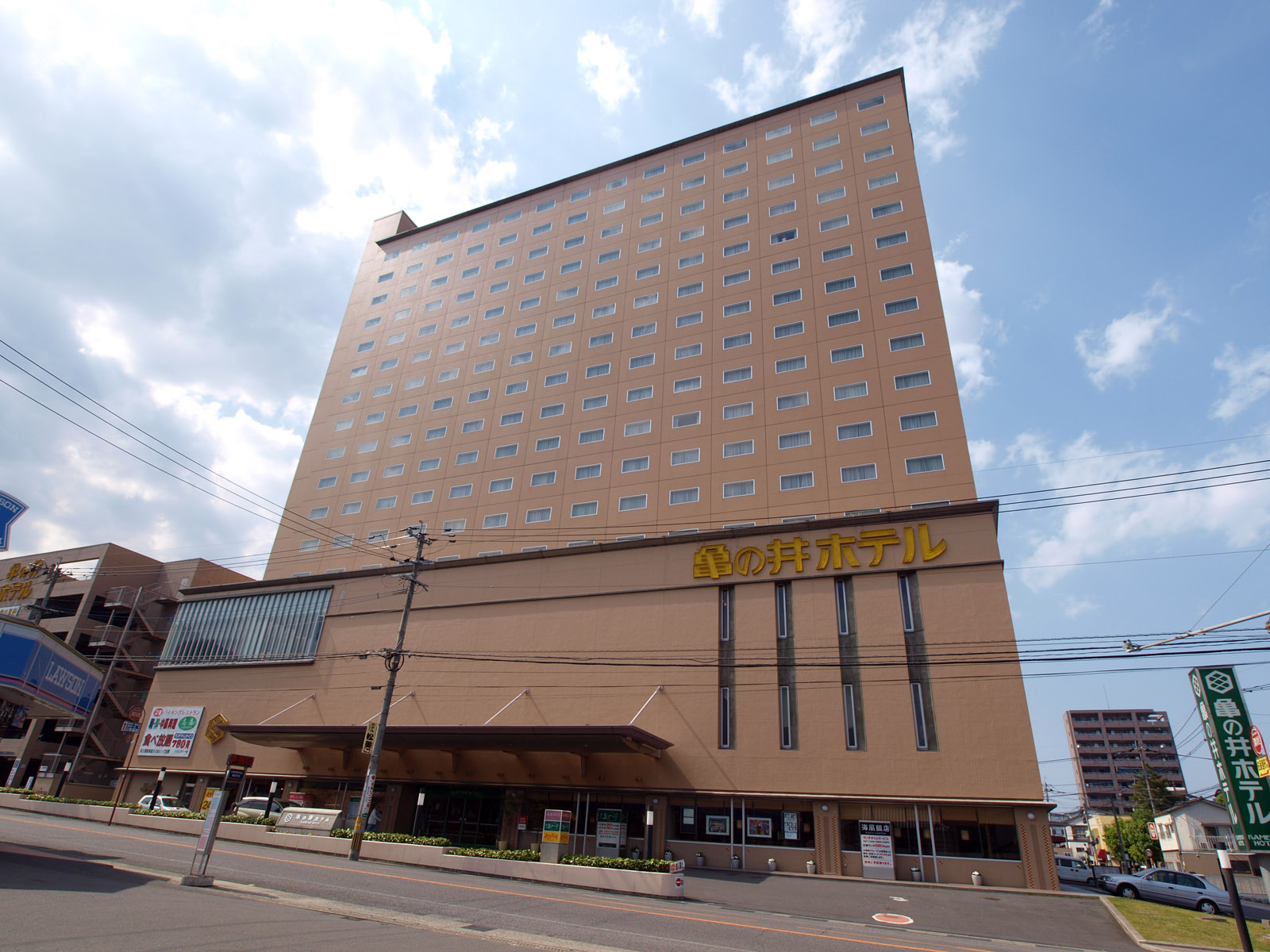
別府亀の井ホテル

- ゼンリン - 地図製作業。本社は北九州市に移転した。
- サンリブ・マルショクグループ - 総合流通業。本社は、大分市・北九州市へと移転した。
- 菊家 - 菓子製造・販売業。なお本店は大分市に置かれているものの、本社は由布市に移転した。別府市に置かれていた本店（流川店）は2023年3月31日に閉店した。
- 長久堂（現：ざびえる本舗） - 菓子製造・販売業。長久堂を名乗っていた時代に、本社が大分市に移転した。
- 亀の井ホテル - 本店は別府市だが、本社は大分市に移転した。

#### 主要事業所
- トキハ別府店
- ゆめタウン別府
- 城島高原パーク
- 杉乃井ホテル

（雇用人員数上位4社）

### 商業

#### 主要大規模小売店舗

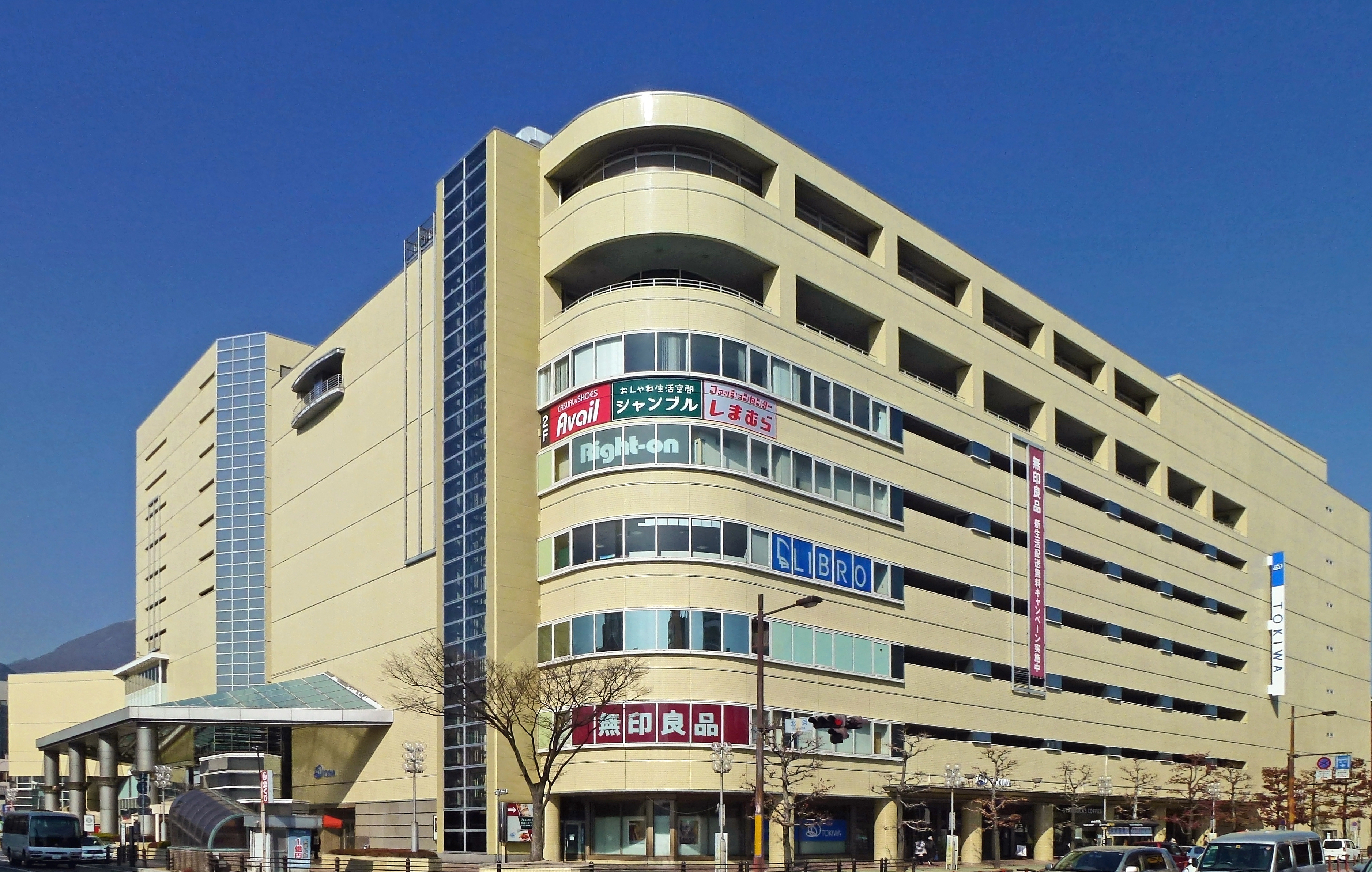
トキハ別府店

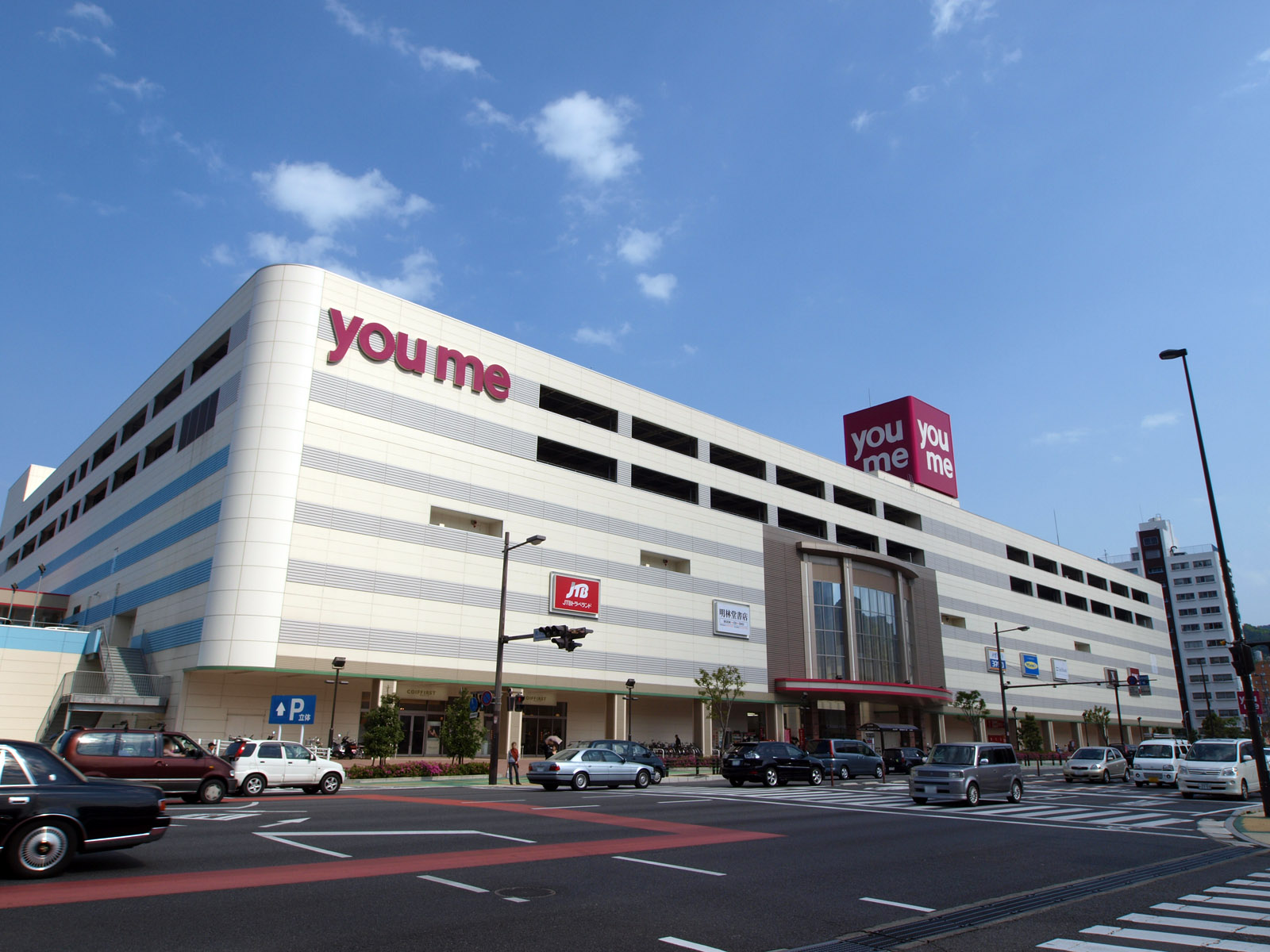
ゆめタウン別府

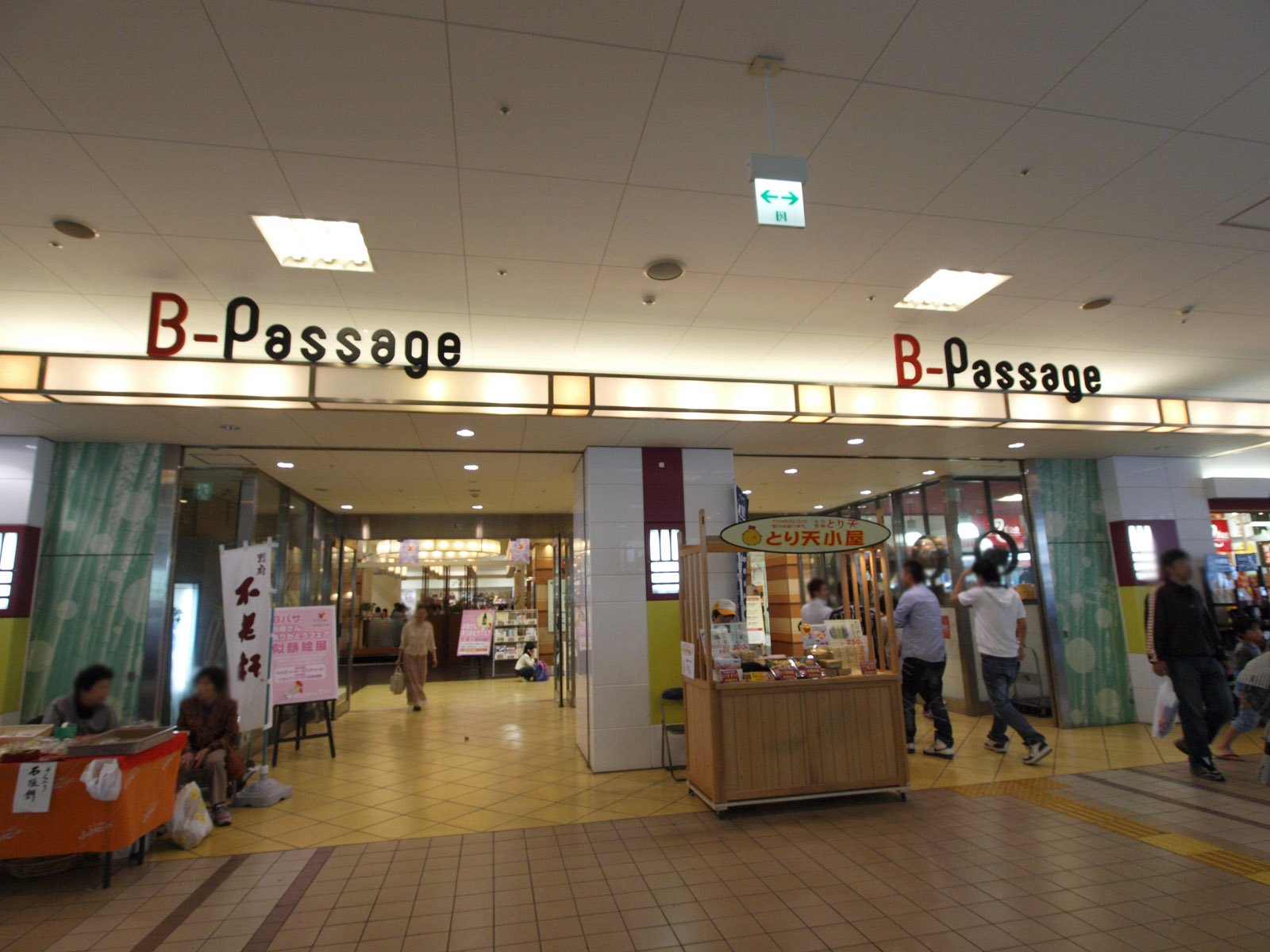
別府駅商業施設（B-Passage）

- トキハ別府店（約30,000 m²）
- ゆめタウン別府（約21,000 m²） - 新館建設は延期。
- えきマチ一丁目別府（約13,000 m²）
  - マルミヤストア・明林堂書店JR別府店・BIIS南館専門店街・別府駅市場・B-Passege・ヤマダデンキ別府駅前店 など。
  - ダイエー別府店は2012年3月31日に撤退。代ってマルミヤストアが出店。
- マルショク流川店（約7500 m²） - 2013年2月に一旦閉店し、建替えを実施した。
- HIヒロセ別府店・食の蔵別府店（2館合計で約7200 m²）

上記全ての店舗が、比較的市内中心部に近い位置に所在している。

#### 店舗を構える主な小売業者
括弧内は別府市内の店舗数。
- 百貨店
  - トキハ (1)
- 総合スーパー（店舗数には食品のみ扱う店舗も含む）
  - マルショク (13) - 創業の地。総合スーパー業態は3軒。
  - トキハインダストリー (4) - 総合スーパー業態は1軒。
  - イズミ（ゆめタウン） (1)
  - スーパーセンタートライアル (1)
- 食品スーパー
  - 新鮮市場 (2)
  - イオン九州 (2)
  - マルミヤストア (2)
  - ローソンプラス (2)
  - 生活協同組合コープおおいた (1)
  - フレッシュそのだ (1)
  - HIヒロセ (1)
  - ハイマートビーンズ (1) （旧・フレッシュワン）
- ホームセンター
  - ナフコ (2)
  - HIヒロセ (1)
  - グッデイ (1)
- ディスカウントストア
  - ダイレックス (2)
- スーパードラッグ
  - スーパードラッグコスモス (9)
  - スーパードラッグノザキ (3)
  - ドラッグストアモリ (3)
- 家電量販店
  - ヤマダデンキ (1)
  - ベスト電器 (1)
  - エディオン (1)
  - カメラのキタムラ (1) （カメラ類専門）
- 大手書店
  - 明林堂書店 (5)
  - リブロ (1)
  - TSUTAYA (1)
- かつて出店していた主な小売業者
  - 別府近鉄百貨店・別府近鉄商事サンライズストア（1994年撤退）
  - ミスターマックス（超小型店）（1999年撤退）
  - 寿屋・寿屋くらし館（倒産、2002年撤退）
  - ホームワイド（2008年撤退）
  - ダイエー （2012年撤退、旧ユニード）
  - スーパードラッグウエダ (6) - 倒産、2013年撤退。別府市に本社を構えていた。

#### 中心商店街

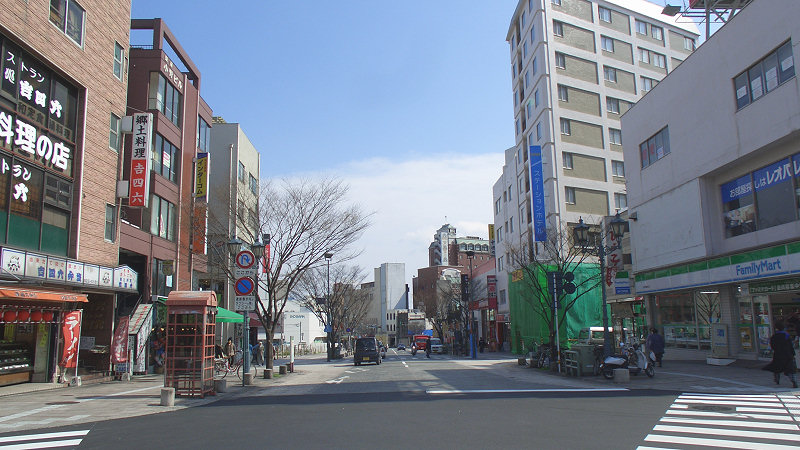
別府駅前通り商店街

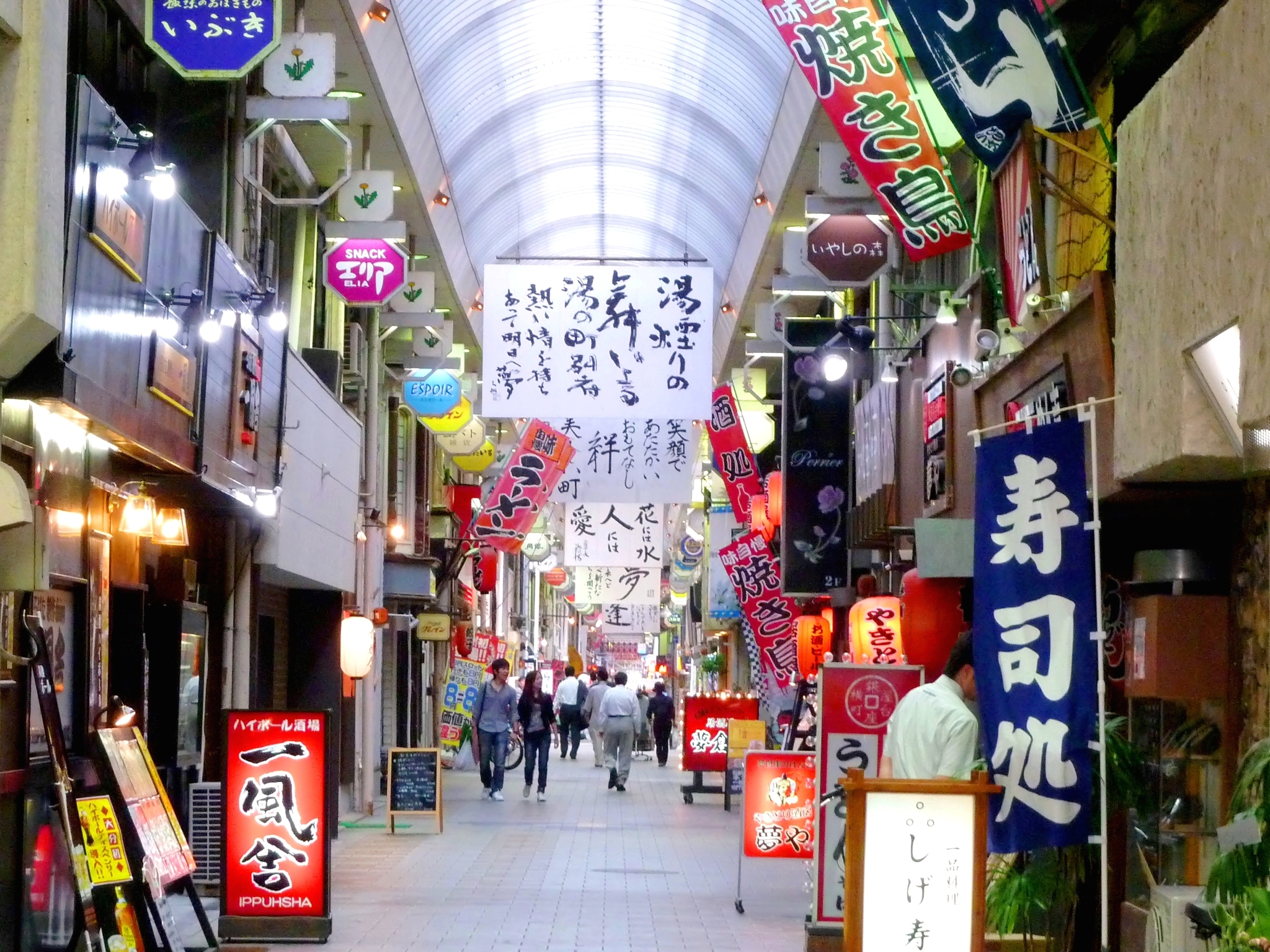
ソルパセオ銀座商店街

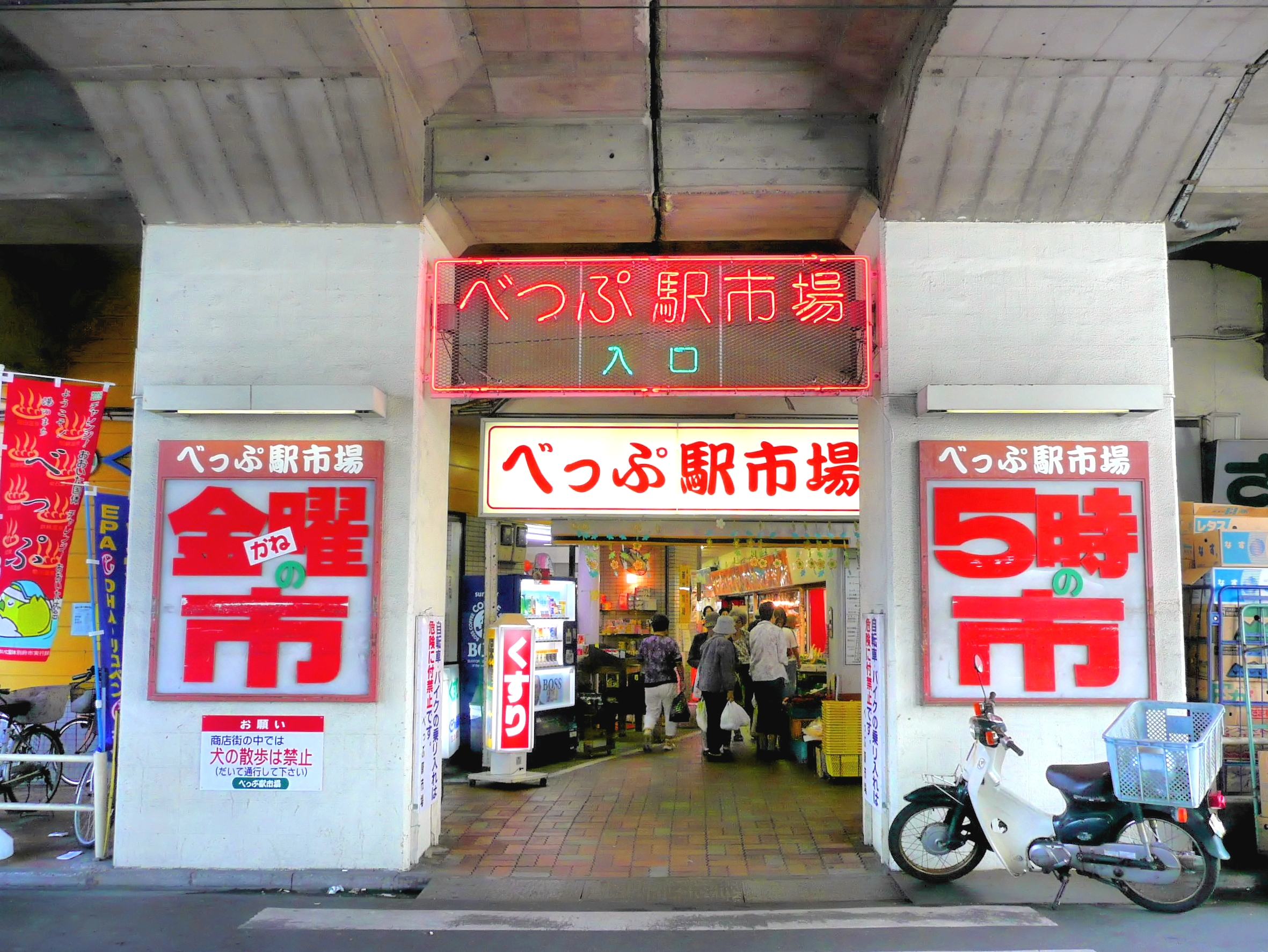
べっぷ駅市場商店街

中心商店街はほぼ全域が中心市街地活性化事業の計画区域に含まれており、2012年頃までに順次改装・再整備されていった。現在、活性化事業により空き店舗を改装した交流・イベント施設「platform」が中心商店街内のあちこちに点在し、これらをメイン会場に、2009年4月11日から6月14日までの間「別府現代芸術フェスティバル2009 混浴温泉世界」が、2012年10月6日から12月2日までの間「別府現代芸術フェスティバル2012 混浴温泉世界」開催された。また北浜地区を中心として各種飲食店も密集しており、九州では有数の規模の歓楽街を形成している。
- べっぷ駅市場商店街・BIS南館・B-passege・北高架商店街（高架下商店街・歩行者専用）
  - JR別府駅周辺の高架下に広がり、JR九州子会社のJR九州ビルマネジメントが管理を行うテナント型商店街。市内最大規模の商店街である。「B-passege」は新しい店舗が多く一般的な駅ビルの様相であるが、「べっぷ駅市場」は生鮮食品を扱う古くからの商店が多い。近年の改修工事やヤマダ電機別府駅前店の進出などで集客力が増し、空き店舗も少なく人通りも多い。一時期空き店舗が目立っていた北高架商店街も近年はカフェや古着店が入居しアートイベントが実施されている。マルミヤストア別府駅店が所在。
- 駅前通り商店街
  - 各種商店に加え金融機関やオフィスビル、ホテルも並ぶ。かつては片屋根式アーケードもあったが撤去された。歩道も綺麗に整備されており、温泉の泉やパイプホーンもある。国道10号線沿いにトキハ別府店が所在、2011年3月には別府駅近く（別府近鉄百貨店跡地）に15階建て再開発ビルの建設が着工した。なお、車道の敷石は老朽化のために2008年に撤去された。
- 西法寺通り商店街
  - 伊能忠敬ゆかりの記念碑もある古くからの街道筋の通りは飲食店が多い。中心市街地活性化計画に基づいて西法寺南側の古い長屋を改装した「platform 04」はセレクトショップ、「platform 05」は芸術家などが滞在して作品を発表するアートスペースとして活用されている。
- 天狗通りほっとストリートやよい銀天街（全蓋型アーケード設置・歩行者専用）
  - 旧「弥生銀天街」。古くからの商店街であり、シンボルは「やよい天狗」である。1997年にはアーケードが全面更新されたものの、近年は空き店舗が目立つ。
- 海門寺通り商店街
  - 通りの南側の海門寺公園が2003年にリニューアルされ、中心市街地におけるイベントのメイン会場として利用されている。また、公園の一角にある市営海門寺温泉は、2010年春に建て替えられた。
- 八坂レンガ通り（歩行者専用）
  - 天狗通りほっとストリートやよい銀天街とソルパセオ銀座と並行してある商店街。ただし、スナックや居酒屋が中心であるため昼間は人通りが少ない。空き店舗は少なく、老舗に加えて新しい飲食店も数多く見られる。
- ソルパセオ銀座（全蓋型アーケード設置・歩行者専用）
  - 旧「別府銀座商店街」。以前は古い店舗が中心であったが、近年は飲食店と外国人による国際色豊かな店舗が出店し、空き店舗は少ない。中心市街地活性化計画に基づいて空き店舗を改装した「platform 07」には別府竹細工の職人工房なども出来た。飲食店が非常に多く、宴会シーズンの夜は昼間よりも人通りが多い。毎年、七夕飾りやクリスマスイルミネーションなども実施。ゆめタウン別府の駐車場を利用出来る。
- 楠銀天街（全蓋型アーケード設置・歩行者専用）
  - かつては別府最大規模の商店街であったが、市役所の移転や1992年の商店街大火（松原市場を中心に25軒が全焼）、2005年の楠温泉の閉鎖などにより商店数が急速に減少した。中心市街地活性化計画に基づいて空き店舗を改装した「platform 06」は、3世代交流サロンとして活用している。
- 中浜筋商店街
  - 別府最古の商店街。通りに面する中浜地蔵尊を中心に、別府のメインストリート流川通りと映画館や芝居小屋などがあった松原公園周辺の繁華街を結ぶ商店街として発展し、第2次世界大戦前は全市の8割の売り上げが中浜筋に集中するほどに栄え、可動式の全蓋型アーケードも設置されていた。しかし、第2次世界大戦中に実施された強制疎開で衰退した。現在はアイスキャンデー屋などの小店舗が点在する。
- 竹瓦小路（全蓋型アーケード設置・歩行者専用）
  - 1921年に豫州銀行頭取の寄付によって設置されたアーケードが今も残る。近年修復工事も行われ、近代化産業遺産に認定された。飲食店が中心である。
- 流川通り商店街
  - 戦前は「不夜城」と呼ばれた商店街であるが、道幅が狭く歩道も設置されていないために（車道は片側1車線である）金融機関などは移転した店舗も多い。通りの中心部にエディオン別府店、トーホーAプライスが、入口の国道10号線沿いにゆめタウン別府が所在。10号線を挟んだ向かいにはゆめタウン別府新館が建設予定。中心市街地活性化計画に基づいて空き店舗を改装した「platform 03」ではブックカフェが設置され、中心市街地活性化事業の進捗状況を市民に知らせるなどの活動を実施している。

#### 郊外の商店街
- 浜脇モール商店街
  - 東別府駅近くの浜脇温泉を中心とした商店街。昭和末期に再開発と区画整理が行われ、現在は別府市営の高層住宅団地や温泉施設の低層階に入居する形のテナント型商店街として整備された。マルショク浜脇店が所在。
- つるりん（鶴輪）通り商店街・鶴見通り商店街
  - 県道別府山香線沿いの鉄輪地区と鶴見地区を結ぶ商店街。原交差点を境にして南側が鶴見通り商店街、北側がつるりん通り商店街と、2つの商店会に分かれている。中小商店や小型飲食店に加え、近年はロードサイド型店舗やマンションの低層階に入居する店舗が増加している。1960年代後半より長らくトキハインダストリー鶴見が丘店が核店舗であったが建物の老朽化に伴い閉店し、跡地はコンビニエンスストアとマンションになった。マルショク鶴見店、新鮮市場鶴見店、コープおおいたが所在。
- 別府大学通り商店街
  - 別府大学駅から別府大学に至る商店街。古くからの学生街であるため、新旧の中小商店や小型飲食店が多い。トキハインダストリー上人店、マルショク大学通り店が所在。
- 亀川商店街
  - 亀川駅南側にある亀川地区の中心商店街。亀川四の湯温泉などの周辺には古くからの商店が多いほか、亀川駅近くは学生向け・ファミリー向けのマンションも多く立地する。マルショク亀川店が所在。

### 金融

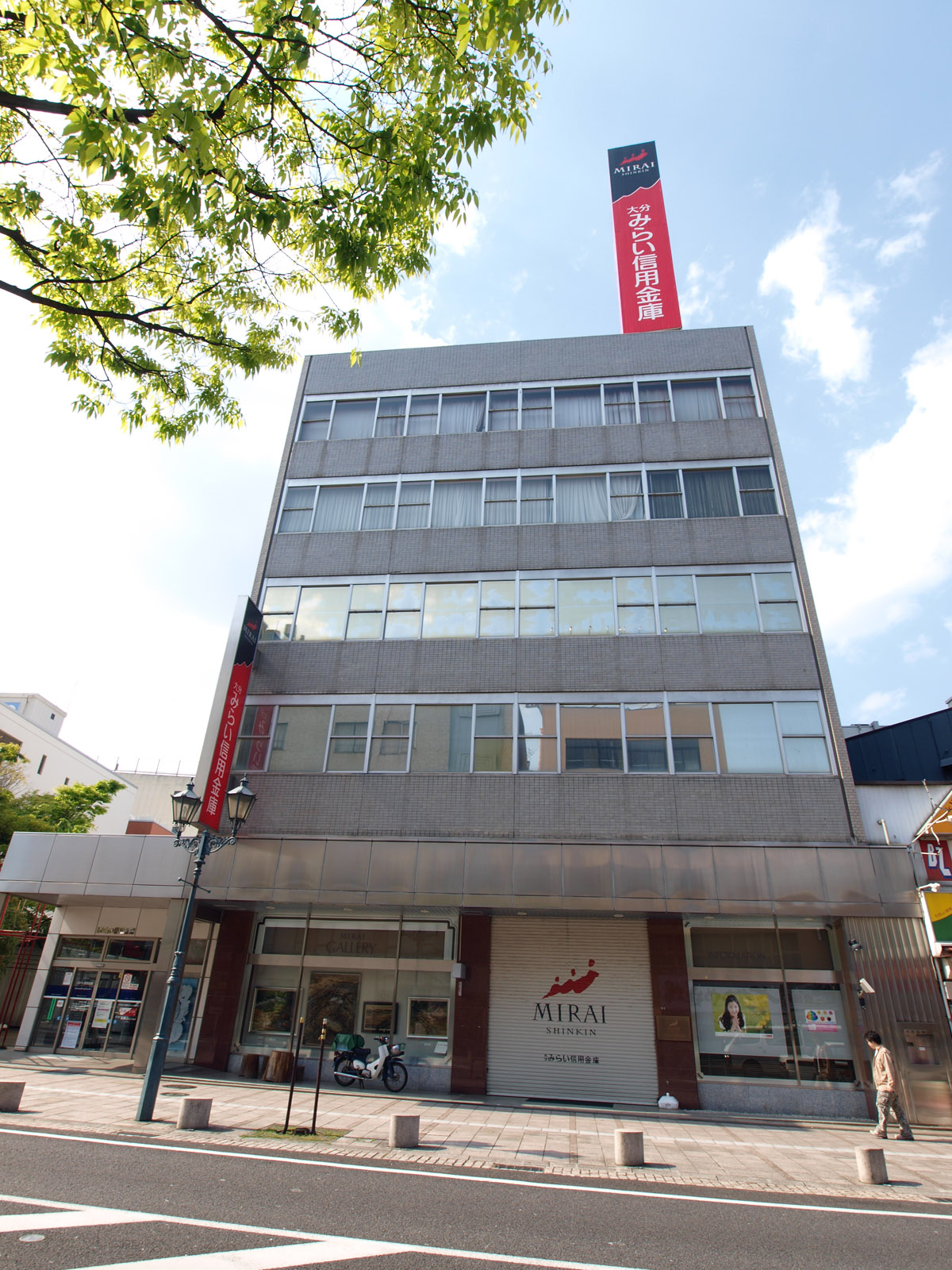
大分みらい信用金庫本店

市内に本店または支店を置く銀行、信託銀行、信用金庫、信用協同組合、労働金庫、農業協同組合、証券会社は以下の通りである。
- 大分銀行
- 豊和銀行
- 伊予銀行
- 西日本シティ銀行
- 大分みらい信用金庫 - 別府駅前に本店を構える。
- 大分県信用組合
- ゆうちょ銀行
- 九州労働金庫
- 農業協同組合
- ひろぎん証券

市内に一般営業窓口を置かず、ATMのみを設置する金融機関。
- 大分信用金庫 - 流川通りに出張所が置かれている。
- 三井住友銀行
- 福岡銀行（コンビニATM）
- セブン銀行（コンビニATM）
- イオン銀行

かつて市内にATMではなく、支店を設置したが、撤退した主な金融機関。
- 東京銀行 - 1950年代に撤退した。
- 福岡銀行 - 1995年2月に大分支店に統合された。
- 福岡シティ銀行 - 西日本銀行と合併後、近隣の西日本シティ銀行別府支店に統合された。
- 南日本銀行 - 当時は旭相互銀行だった。1980年代に大分支店に統合され、大分支店も1993年に撤退した。

### 報道機関
- CTBメディア
  - ケーブルテレビ局。普及率約5割、福岡3局の地上デジタル放送も再送信。なお、市内の広範囲で愛媛県のテレビ（地上デジタル放送を含む）やラジオ放送が全局受信出来る。しかし、CATVの普及に伴い受信していない家庭も多い（愛媛県の地上デジタル放送を受信する際は、多くの場合でアンテナの再調整が必要である）。
- 今日新聞社
  - 別府の地方紙「今日新聞」を発行。夕刊のみ、4〜8ページ、一部カラー、日曜祝日休刊。販売エリアは別府市と日出町。

### 郵便番号
- 874-XXXX（別府郵便局）：下記以外の区域
- 879-55XX（大分南郵便局（大分市））：内成・古賀原

### 市外局番
- (0977) 2X・4X・5X・6X・7X・8X（NTT西日本 別府MA）
  - 市内の殆どの家庭が2X・6X・7X局である。中心部は2X局が、鉄輪以北は6X局が多い。1970年頃までは市内局番が1ケタであった。

## 姉妹・友好・国際交流都市
- 熱海市（静岡県） - 1966年8月5日締結[34]。

別府市・熱海市は観光、経済、文化の交流により相互の理解と親善を深め地域社会の発展に寄与することを目的にして、姉妹都市の盟約を締結。
- 木浦市（大韓民国全羅南道） - 1984年10月1日提携[35]。

別府市と木浦市は行政、教育、文化、産業、経済等各分野に亘って交流を図り、相互の理解と信頼を深めるため相協力し、今後の日韓両国の友好と親善の促進に努めることを目的として、姉妹都市の盟約を締結。
- ボーモント市（アメリカ合衆国テキサス州） - 1985年5月20日提携[36]。

別府市とボーモント市は両市のみならず、広くアメリカ合衆国と日本との友好関係を深め相互理解並びに厚き友情のため、姉妹都市の盟約を締結。
- 煙台市 （中華人民共和国） - 1985年7月26日締結[37]。

元駐日中国大使宋之光から別府市と都市形態が類似している煙台市を紹介され、交流が始まった。双方訪問団を送り話し合いを開始した結果、1985年7月に別府市にて友好都市の盟約締結に至った。
- ロトルア市（ニュージーランド） - 1987年7月10日提携[38]。

別府市とロトルア市は、両市及び両国間の友好と親善を推進するため、姉妹都市の盟約を締結。駐日ニュージーランド大使を通じ、姉妹都市の提案を受け、1985年2月に双方の市長が互いに訪問して合意し、1987年7月にロトルア市長一行32名が別府市を訪れ、調印式を行った。
- バース市（イギリス） - 1994年10月31日提携[39]。

別府市と英国バース市は、両市及び両国間の友好と協力そして調和を推進するため姉妹都市の盟約を締結。
- 済州市（大韓民国済州特別自治道） - 2003年1月17日提携[40]。

2003年1月17日に5年間の期限を設け、国際交流都市の盟約を締結。期間満了後、友好交流を継続するため、期間を2023年1月16日までの10年間とする協定書に調印した。

## 地域

### 人口
人口は高度経済成長期の増加を経て1980年代から1990年代前半にかけて大きく減少した後、1990年代後半より減少は鈍化して2000年代まではほぼ横ばいで推移していたが、2010年代以降は全国的な自然減少の拡大もあり再び減少傾向にある。
| |                                        |  |
| 別府市と全国の年齢別人口分布（2005年） | 別府市の年齢・男女別人口分布（2005年） |  |
| ■紫色 ― 別府市 ■緑色 ― 日本全国 | ■青色 ― 男性 ■赤色 ― 女性              |  |
| 別府市（に相当する地域）の人口の推移 \| 1970年（昭和45年） \| 123,786人 \| \| \| 1975年（昭和50年） \| 133,894人 \| \| \| 1980年（昭和55年） \| 136,485人 \| \| \| 1985年（昭和60年） \| 134,775人 \| \| \| 1990年（平成2年） \| 130,334人 \| \| \| 1995年（平成7年） \| 128,255人 \| \| \| 2000年（平成12年） \| 126,523人 \| \| \| 2005年（平成17年） \| 126,959人 \| \| \| 2010年（平成22年） \| 125,385人 \| \| \| 2015年（平成27年） \| 122,138人 \| \| \| 2020年（令和2年） \| 115,321人 \| \| |                                        |  |
| 総務省統計局 国勢調査より |                                        |  |
| 1970年（昭和45年） | 123,786人                              |  |
| 1975年（昭和50年） | 133,894人                              |  |
| 1980年（昭和55年） | 136,485人                              |  |
| 1985年（昭和60年） | 134,775人                              |  |
| 1990年（平成2年） | 130,334人                              |  |
| 1995年（平成7年） | 128,255人                              |  |
| 2000年（平成12年） | 126,523人                              |  |
| 2005年（平成17年） | 126,959人                              |  |
| 2010年（平成22年） | 125,385人                              |  |
| 2015年（平成27年） | 122,138人                              |  |
| 2020年（令和2年） | 115,321人                              |  |

### 教育

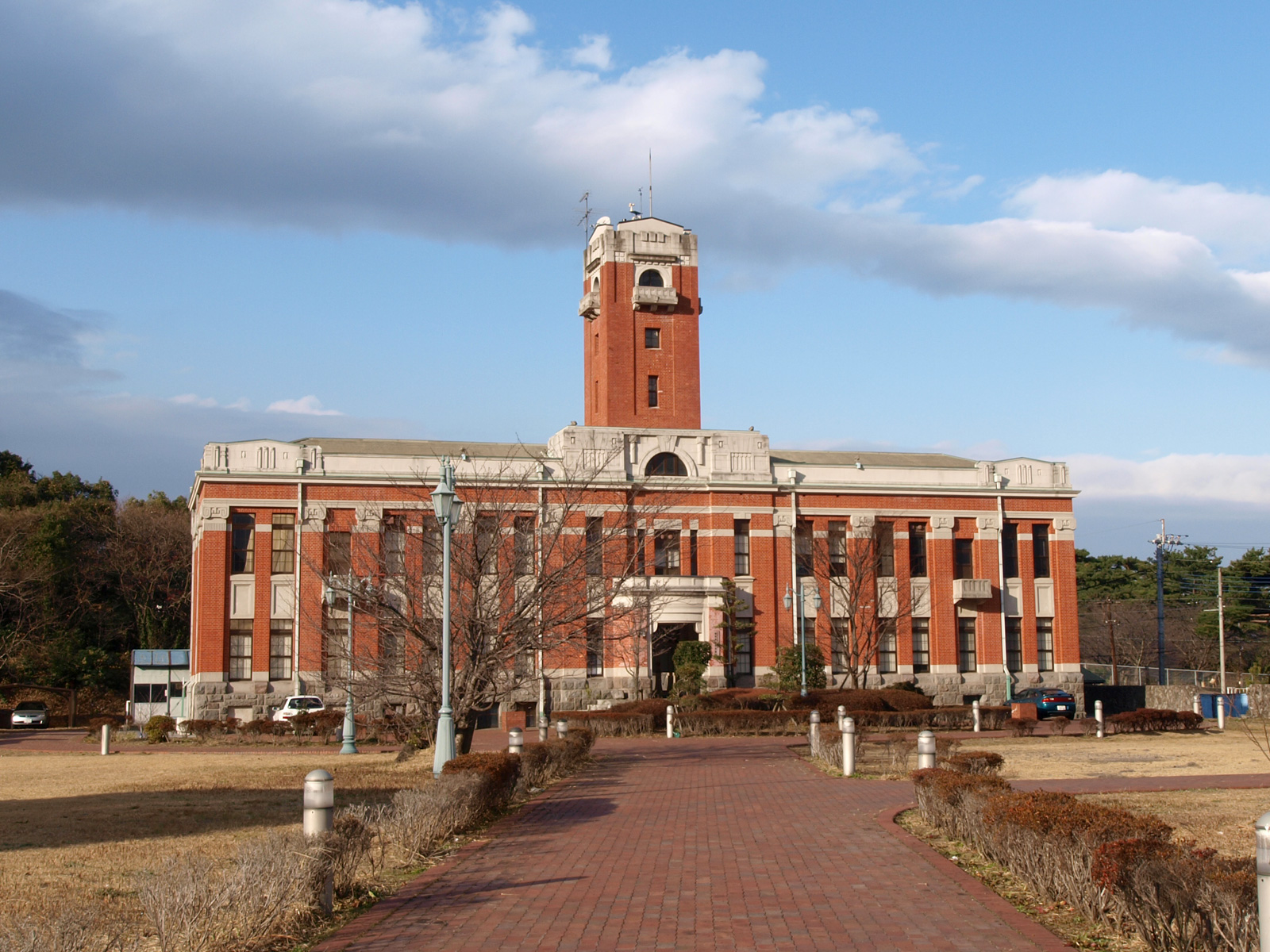
京都大学大学院理学研究科附属地球熱学研究施設

#### 大学
国立
- 地球熱学研究施設

私立
- 別府大学
- 立命館アジア太平洋大学 - 2000年4月に開学した。

#### 短期大学
- 別府溝部学園短期大学

#### 高等学校
- 大分県立別府翔青高等学校
- 大分県立別府鶴見丘高等学校
- 明豊高等学校 - 付属の中学校と小学校も市内に存在する。
- 別府溝部学園高等学校

#### 中学校
| - 別府市立朝日中学校 - 別府市立青山中学校 - 別府市立鶴見台中学校 - 別府市立別府西中学校 | - 別府市立北部中学校 - 別府市立中部中学校 - 別府市立東山中学校（市立東山小学校と併設） - 明豊中学校 |

#### 小学校
| - 別府市立別府中央小学校 - 別府市立朝日小学校 - 別府市立山の手小学校 - 別府市立大平山小学校 - 別府市立南小学校 - 別府市立緑丘小学校 - 別府市立亀川小学校 | - 別府市立鶴見小学校 - 別府市立境川小学校 - 別府市立上人小学校 - 別府市立南立石小学校 - 別府市立石垣小学校 - 別府市立春木川小学校 - 別府市立東山小学校（市立東山中学校と併設） - 明星小学校 |

#### 博物館・資料館
- 別府市立図書館 - 以前は別府市市役所であった。
- 別府市美術館
- 大分香りの博物館 - 別府大学に併設。
- 別府市竹細工伝統産業会館
- 別府竹細工職人工房 - 国際通りソルパセオ銀座商店街内「platfom 07」として設置。
- 竹未来館 - 別府交通センターに併設。

### 公共施設
- ビーコンプラザ
- べっぷアリーナ（別府市総合体育館）
- 別府市中央公民館（別府市公会堂）
- 別府市立少年自然の家「おじか」

## 交通
最寄り空港は大分空港。福岡空港、北九州空港とを結ぶバス路線については#高速バスを参照。

### 鉄道
九州旅客鉄道（JR九州）
- 日豊本線
亀川駅 - 別府大学駅 - 別府駅 - 東別府駅

ラクテンチ
- 別府ラクテンチケーブル線（ケーブルカー）
雲泉寺駅（ラクテンチ下駅） - 乙原駅（ラクテンチ上駅）

なお、1900年から1972年には大分駅前から亀川駅前まで、路面電車の大分交通別大線が存在した。また湯治客向けに別府-御越（現:亀川）間の鉄道が計画され温泉廻遊鉄道（別府温泉鉄道）を設立し麻生太吉や伊藤伝右衛門など有力者が名を連ねていたが実現しなかった（1911年6月免許、1916年10月免許失効）。

### 道路
高速道路
- 東九州自動車道
  - 別府インターチェンジ
  - 別府湾サービスエリア・別府湾スマートインターチェンジ

一般国道
- 国道10号（別大国道）
- 国道213号（国道10号と重複国道）
- 国道500号

主要地方道
- 大分県道11号別府一の宮線（九州横断道路）
- 大分県道32号別府停車場線
- 大分県道51号別府挾間線
- 大分県道52号別府庄内線

一般県道
- 大分県道218号別府山香線
- 大分県道616号塚原天間線
- 大分県道620号東山庄内線
- 大分県道642号鉄輪亀川線
- 大分県道645号亀川別府線

### バス路線

#### 高速バス
| 愛称名       | 運行会社                                  | 運行区間                                                                                     | 昼/夜行 |
| ------------ | ----------------------------------------- | -------------------------------------------------------------------------------------------- | ------- |
| SORIN号      | 大分バス 近鉄バス                         | 京都市・大阪市・神戸市 - 北浜                                                                | 夜行    |
| サンライト号 | 大分バス 大分交通 長崎県交通局 長崎自動車 | 長崎市 - 諫早市 - 大村市 - 朝倉市 - 日田市 - 玖珠町 - 由布市 - 鉄輪口・北浜                  | 昼行    |
| とよのくに号 | 亀の井バス 西日本鉄道                     | 福岡市・福岡空港国際線・基山町 - 高速別府湾APU・別府自衛隊前・鉄輪・横断道路観光港入口・北浜 | 昼行    |
| 日清号       | 日清観光                                  | 福岡市・福岡空港 - 日清観光鉄輪車庫・別府市公会堂先                                          | 昼行    |

#### 一般路線バス
- 大分交通
  - 特急: 別府市 - 大分空港「エアライナー」
  - 快速: 別府市内線の通勤通学ラッシュ時に運行（かつては別府市 - 宇佐市 - 中津市などもあった）
  - 別大線: 大分市 - 別府市
  - 別府市内路線
- 亀の井バス
  - 別府市内各路線
  - 別府市 - 由布院・安心院

両社とも各主要系統は概ね20分から30分毎に運行されている。また、主要系統が重複する別府駅 - 別府北浜 - 観光港 - 亀川間や別府駅西口 - 市役所北口 - 光の園間などは日中概ね10分毎以上の運行がある。

#### 定期観光バス
- 別府地獄めぐり（亀の井バス）: 国内で最も長い歴史を持つ定期観光バス、別府駅発1日5便・所要時間2時間20分。
- 九州横断バス（九州産交バス）: 別府〜由布院〜くじゅう〜黒川温泉〜阿蘇〜熊本を結ぶ。1日4往復。
- あそゆふ高原号（JR九州）: 別府駅→湯布院→くじゅう→黒川温泉→由布院→別府駅、1日1本、運行は亀の井バスに委託。

### 航路
- 別府国際観光港
  - 宇和島運輸フェリー
    - 別府国際観光港 - 八幡浜港（愛媛県）

  - 商船三井さんふらわあ
    - 別府国際観光港 - 大阪南港（大阪府）

近年は原油高高騰により、宇和島運輸フェリーの三崎航路とソレイユエクスプレス（瀬戸内海汽船系）柳井・広島・呉・松山航路が廃止（広島・徳山方面は高速バスで代替）、関西汽船が1往復に減便される（松山方面の航路全廃）等の動きが出てきている。

## 名所・旧跡・観光スポット

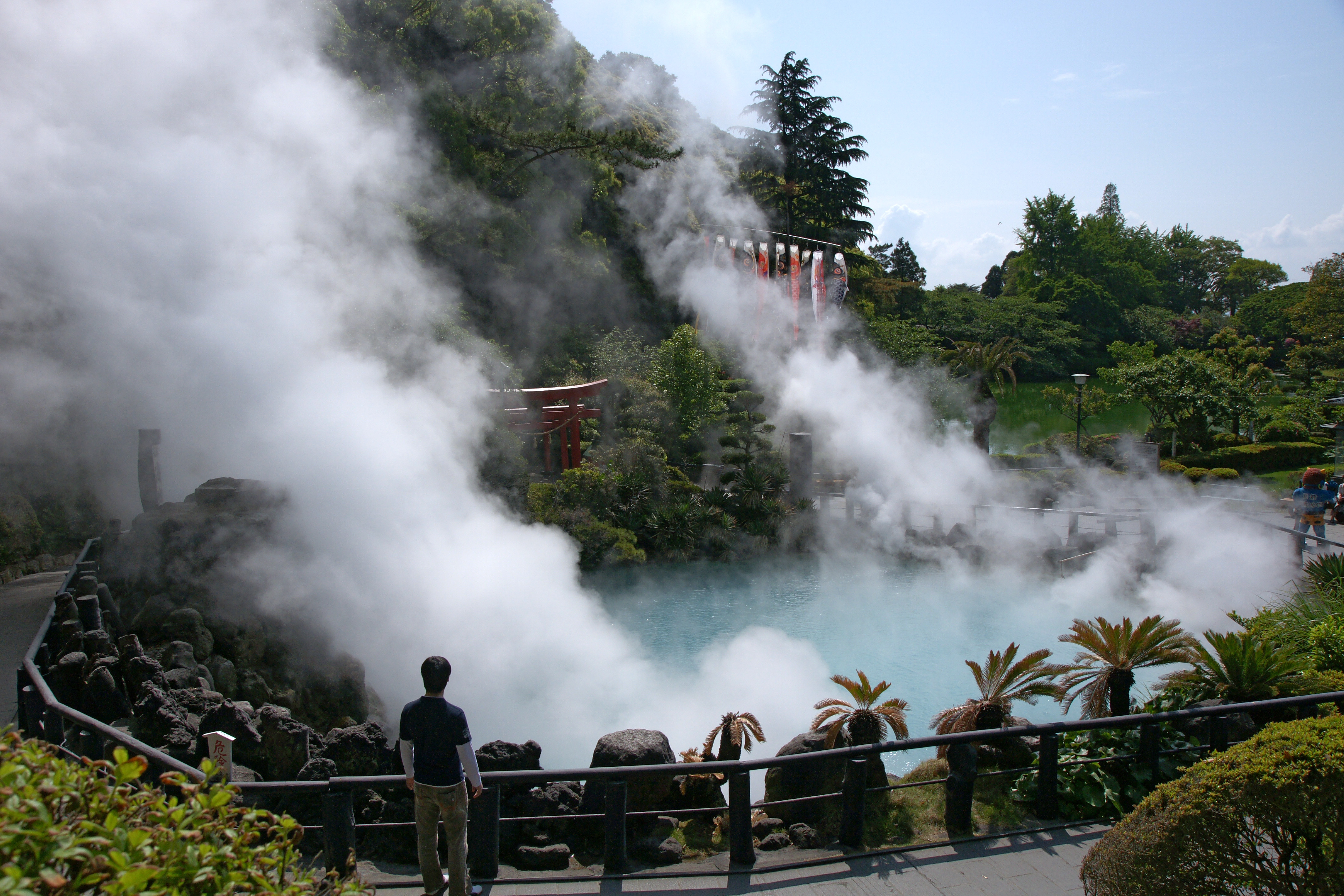
別府地獄めぐり（海地獄）

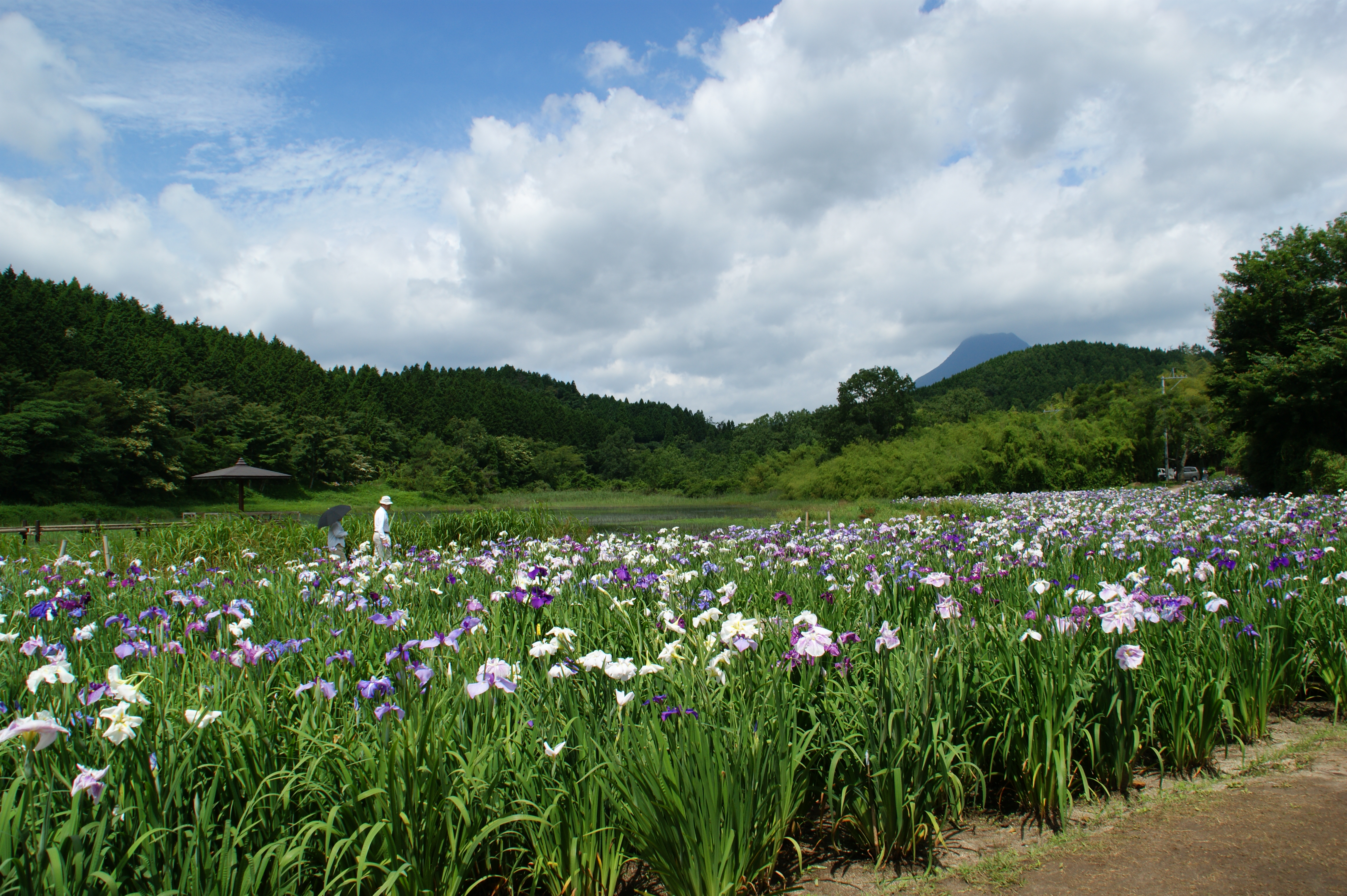
神楽女湖菖蒲園

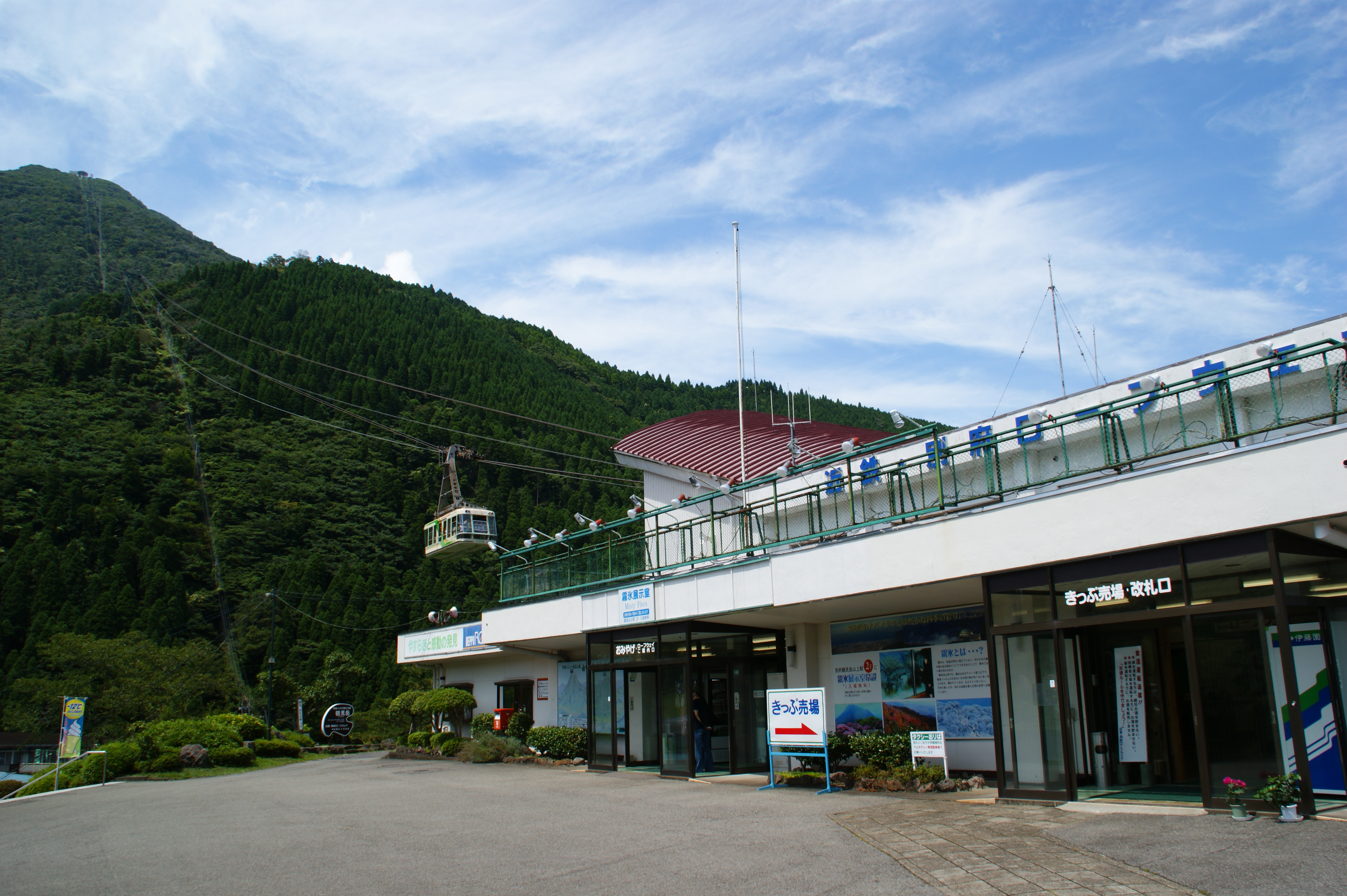
近鉄・別府ロープウェイ

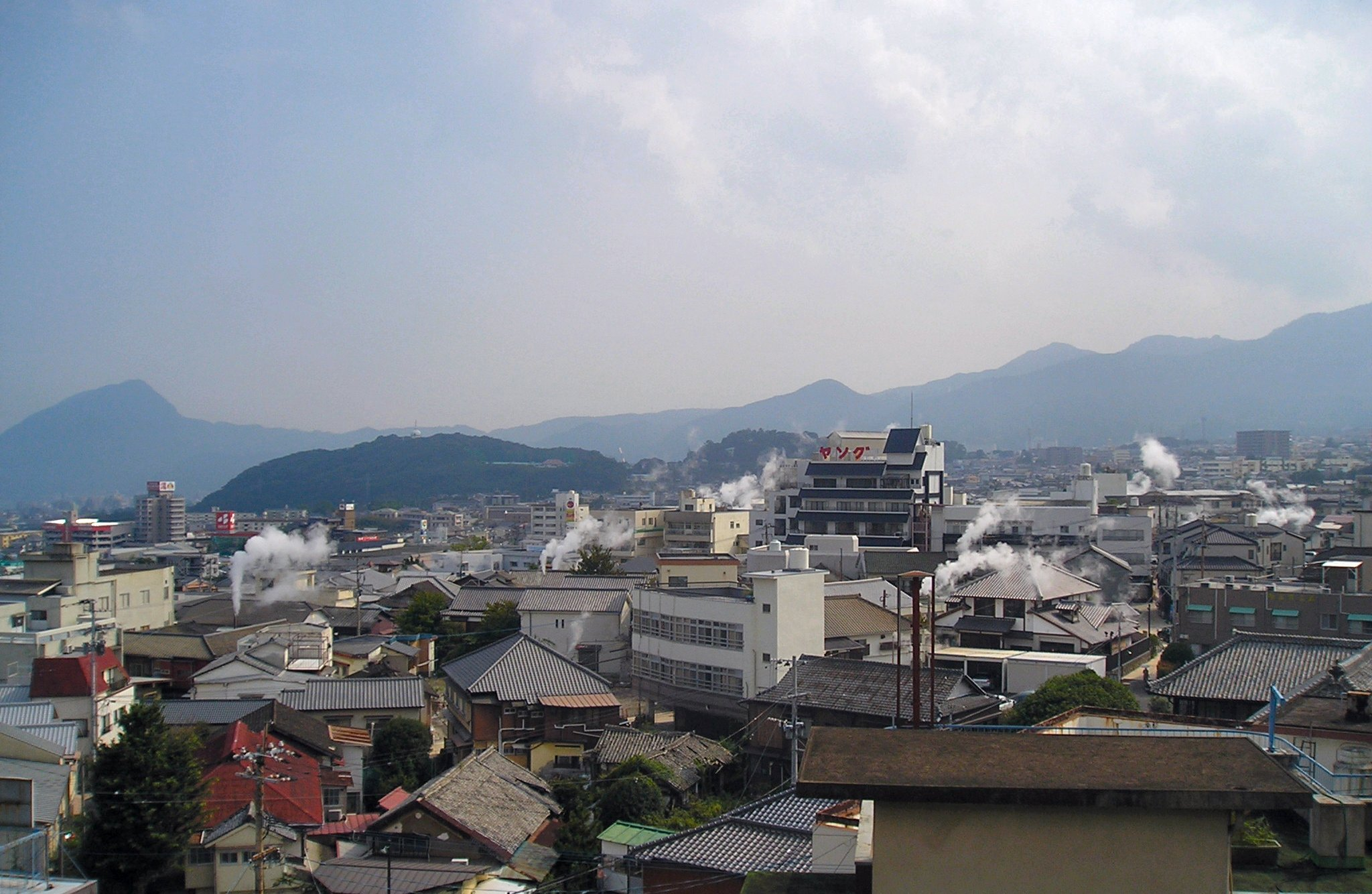
鉄輪温泉街

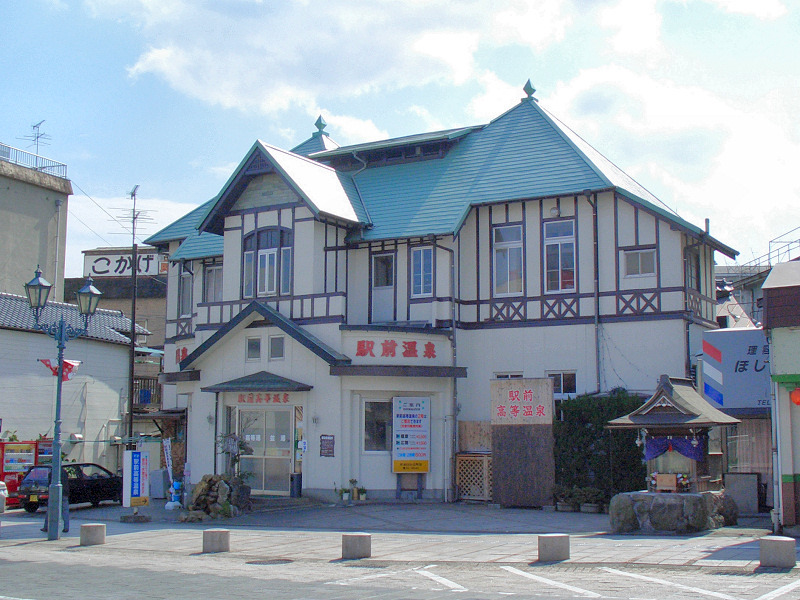
駅前高等温泉

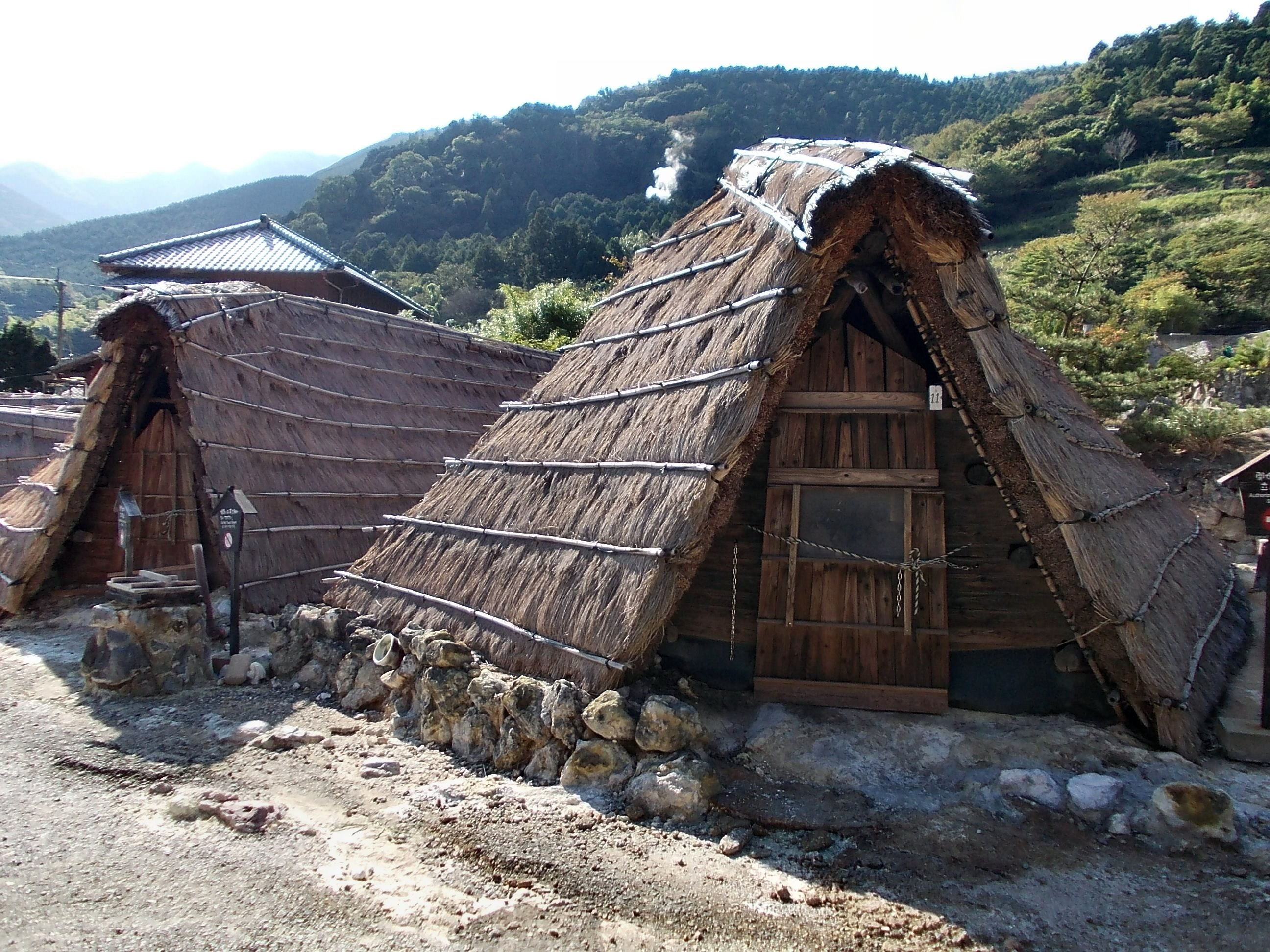
明礬温泉 湯の花小屋

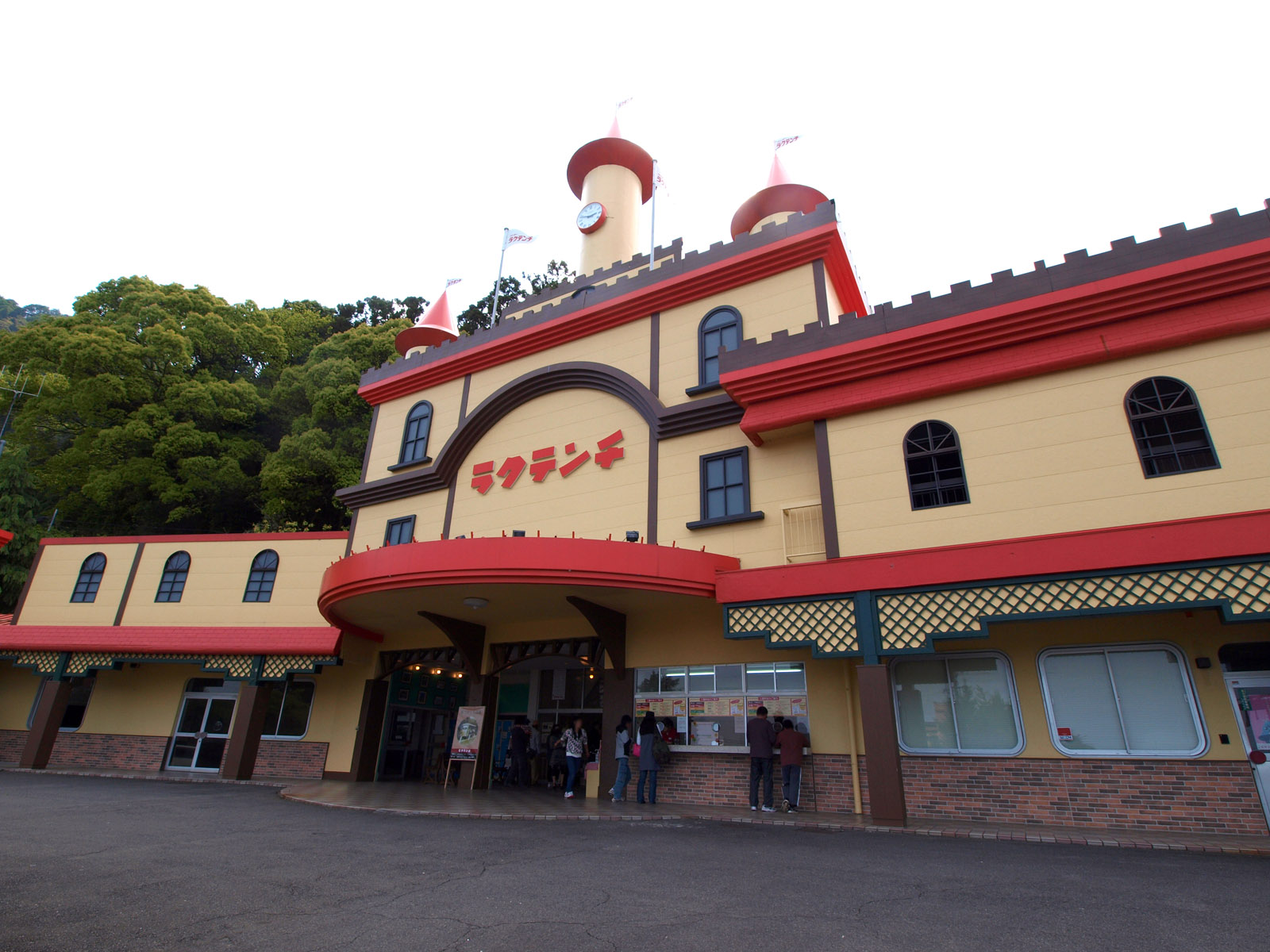
ラクテンチ

### 別府八湯
別府市内には、泉質を異にした源泉が数百箇所で湧出している。それらは歴史の異なる8箇所の温泉地を中心に分布しており、これらを総称して別府八湯と呼んでいる。
- 別府温泉
- 浜脇温泉
- 観海寺温泉（かんかいじおんせん）
- 堀田温泉（ほりたおんせん）
- 明礬温泉（みょうばんおんせん） - 国民保養温泉地
- 鉄輪温泉（かんなわおんせん） - 国民保養温泉地
- 柴石温泉（しばせきおんせん） - 国民保養温泉地
- 亀川温泉

### 別府地獄めぐり
- 海地獄
- 鬼石坊主地獄
- かまど地獄
- 鬼山地獄
- 白池地獄
- 血の池地獄
- 龍巻地獄

海地獄、血の池地獄、白池地獄、龍巻地獄は国の名勝に指定された。その他、地獄めぐりに含まれない地獄に坊主地獄や明礬地獄などがある。
また、1927年には25人乗りバスでの鉄輪温泉の「地獄」を巡るコースが解説され、1928年には日本で初めて女性バスガイドが搭乗した。亀の井バスが創業と同時に運行を始めた「別府地獄めぐり」コースは、日本国内で最も長い歴史を持つ定期観光バスである。

### 動物園・レジャー施設・保養施設
- 九州自然動物公園アフリカンサファリ（大部分は宇佐市域）
- 山地獄動物園
- 城島高原パーク（旧「城島後楽園」）
- ラクテンチ
- スギノイパレス
- ヤングセンター（大衆演劇、鉄輪温泉いでゆ坂）

#### 自然・公園
- 鶴見岳
- 志高湖
- 神楽女湖
- 由布川峡谷
- SPAビーチ（的ヶ浜海水浴場）
- 海門寺公園
- 別府公園
- 北石垣公園
- 上人ヶ浜公園
- 関の江海水浴場
- 鉄輪湯けむり展望台
- 十文字原展望台

#### 文化財
- 鬼ノ岩屋古墳 - 国の史跡。

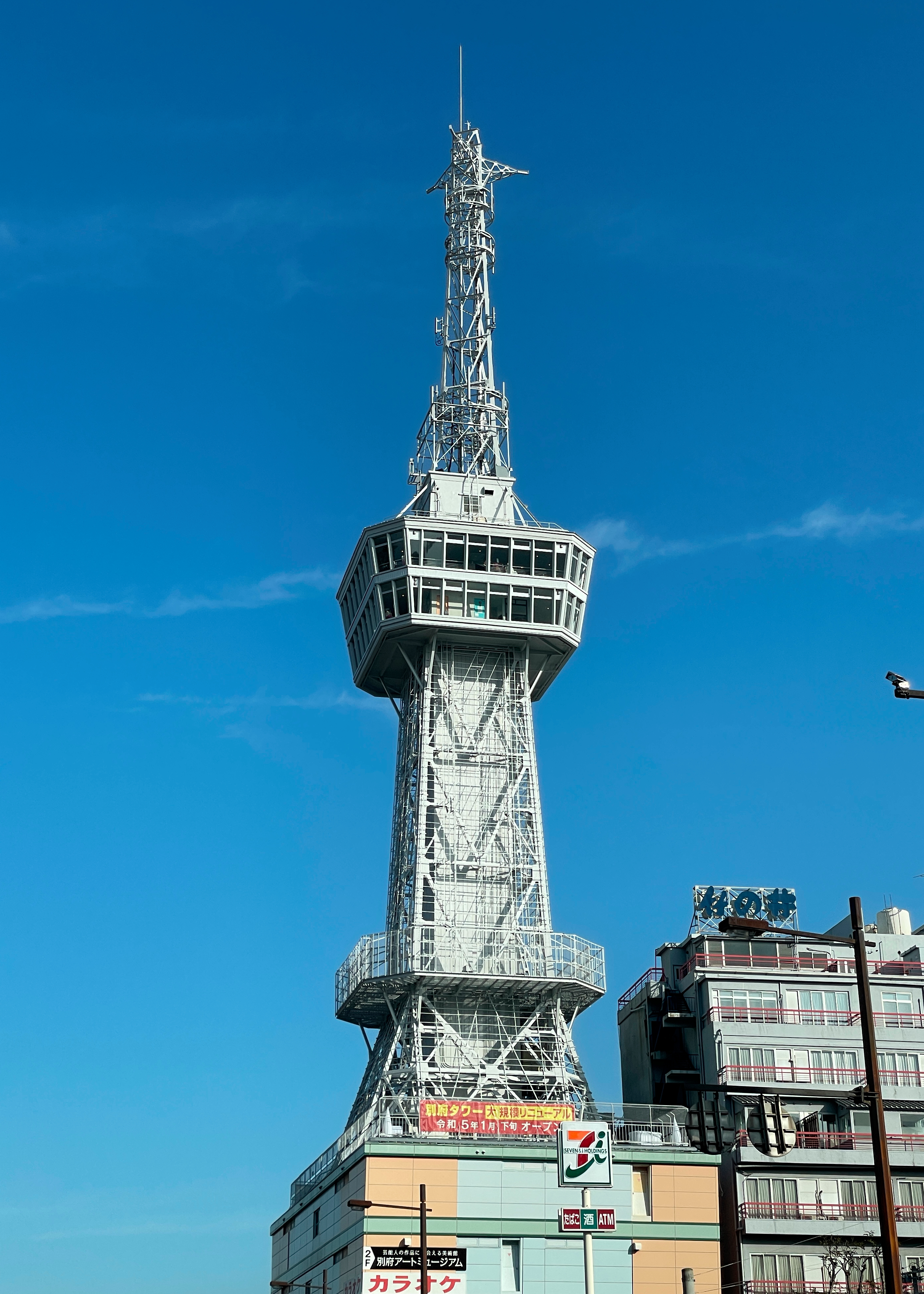
別府タワー

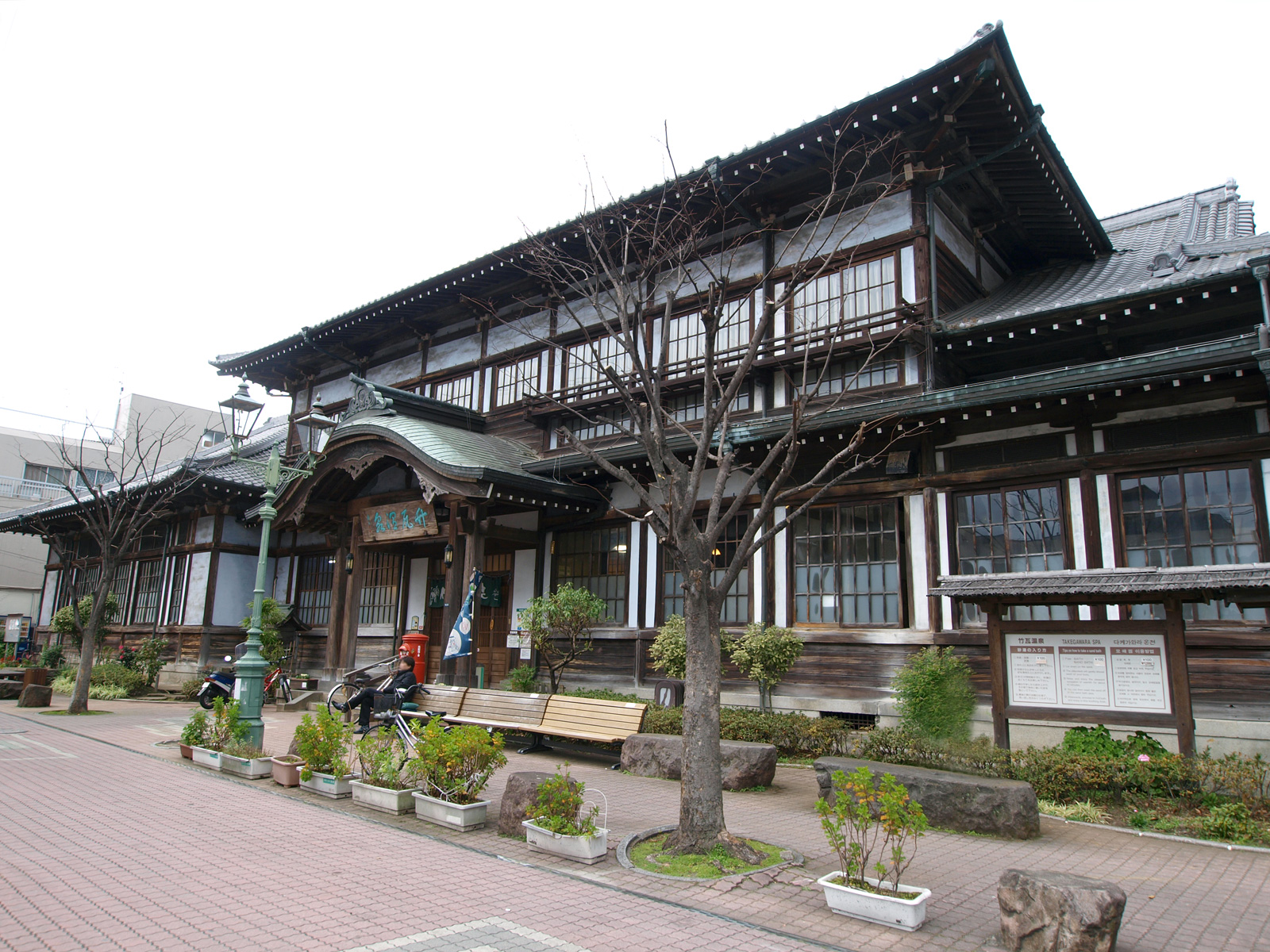
竹瓦温泉

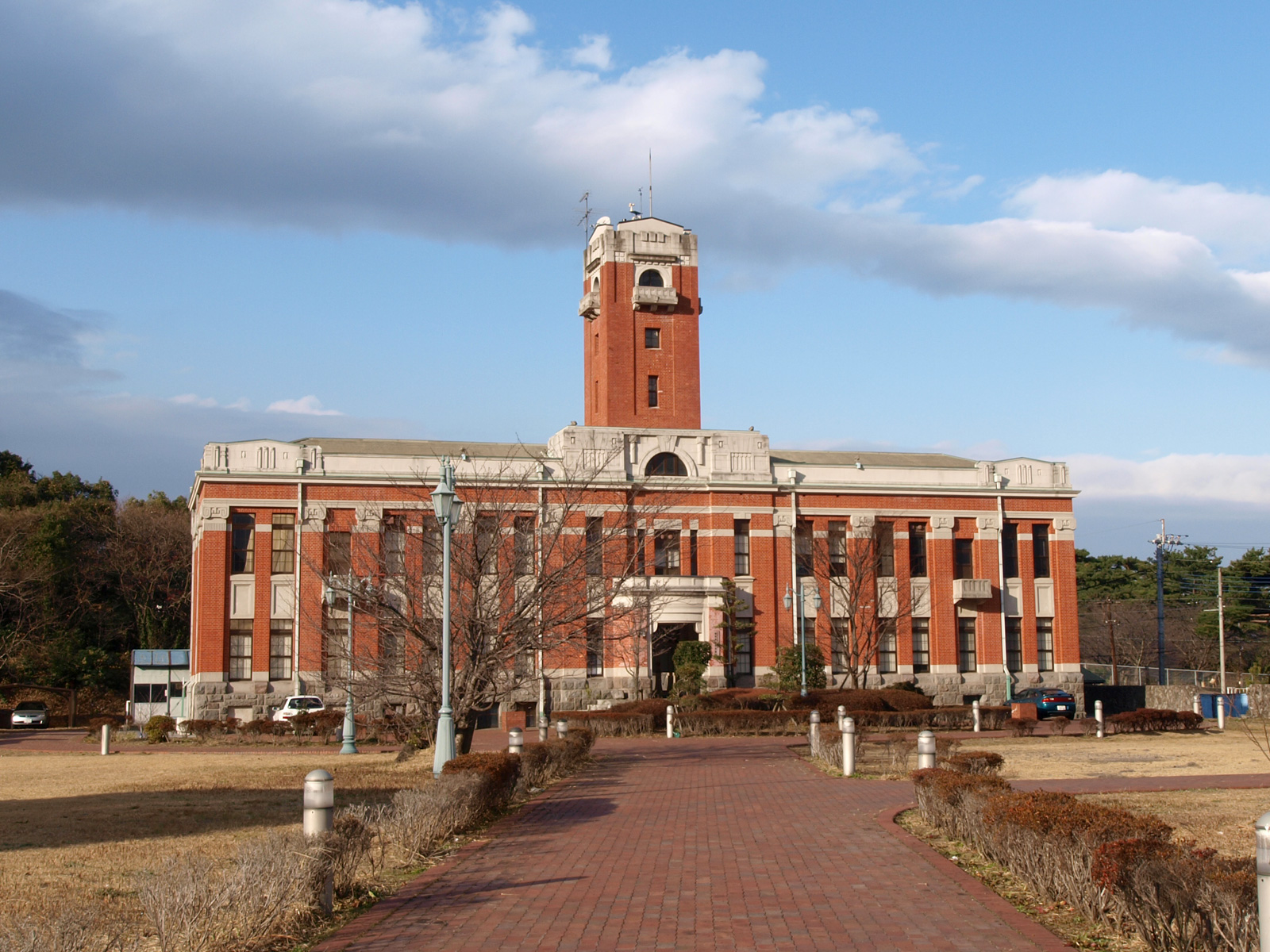
1923年に竣工した地球物理学研究所本館。
（現：京都大学大学院理学研究科附属地球熱学研究施設本部）

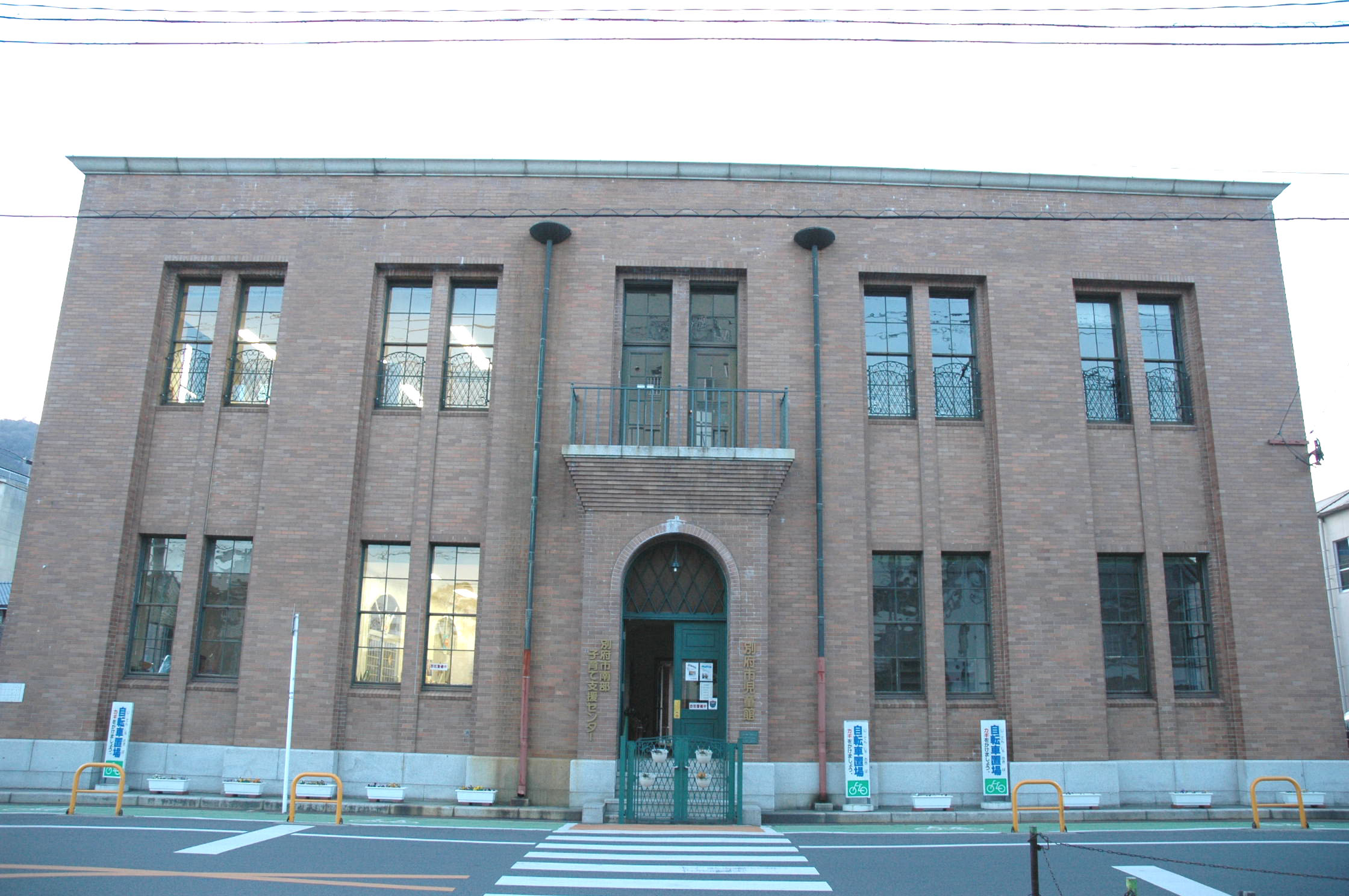
1928年に竣工した別府郵便局電話事務室。
（現：別府市児童館）

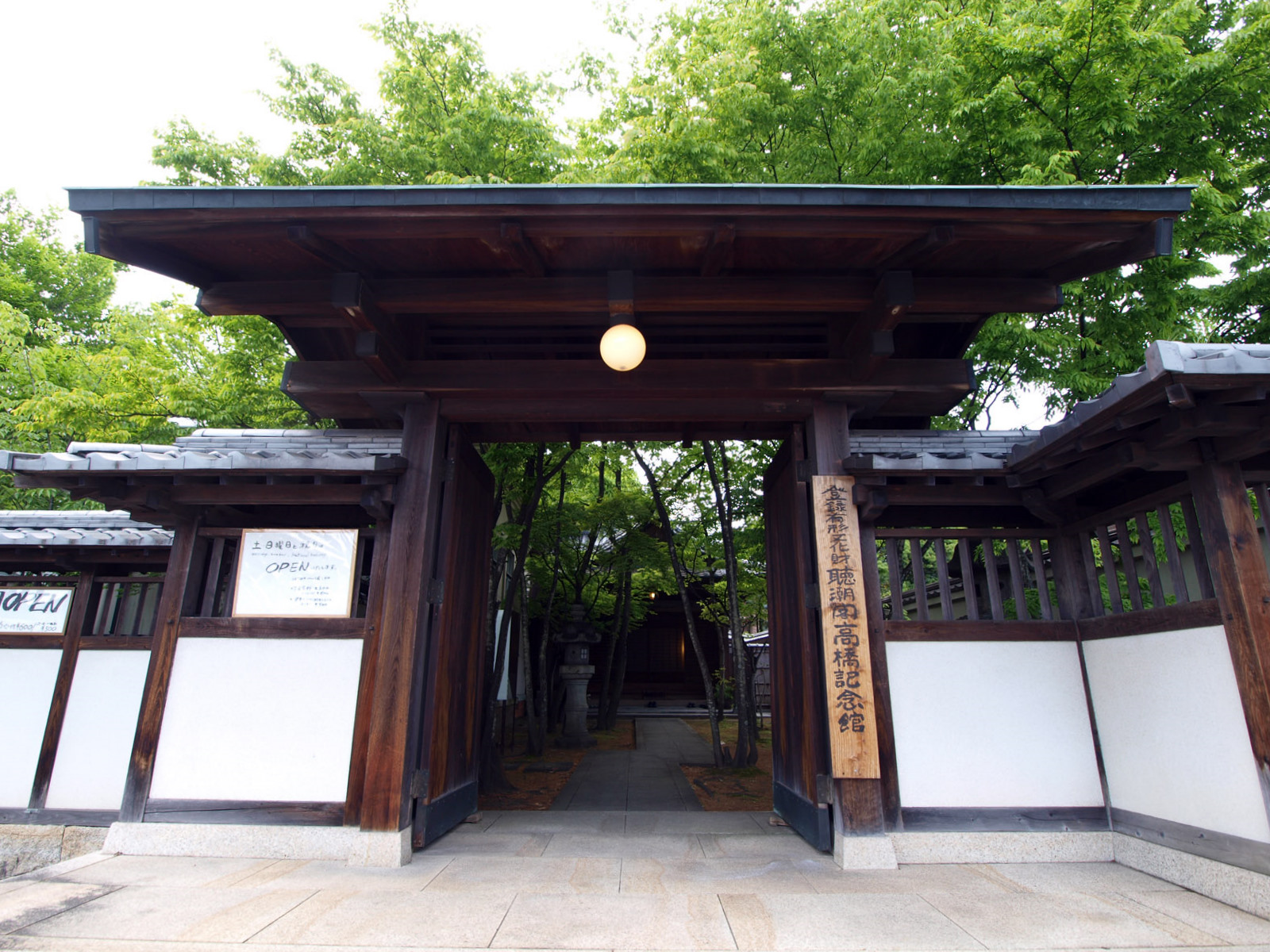
聴潮閣

- 別府タワー - 国の登録有形文化財。内藤多仲設計。
- 竹瓦温泉 - 国の登録有形文化財。
- 京都大学理学部附属地球熱学研究施設 - 国の登録有形文化財。永瀬狂三設計。
- 別府郵便電話局電話分室 - 国の登録有形文化財。吉田鉄郎設計。
- 浜田温泉資料館 - 国の登録有形文化財。
- 冨士屋旅館 - 国の登録有形文化財。
- 聴潮閣 - 国の登録有形文化財。
- 朝見浄水場 - 国の登録有形文化財。
- 別府市指定文化財一覧

### 百選
- かおり風景100選 - 別府八湯の湯けむり
- 日本の夜景百選 - 十文字原展望台
- 新日本観光地100選 - 別府温泉
- 近代水道100選 - 乙原貯水池
- 日本の棚田百選 - 内成棚田
- にっぽんの温泉100選 - 別府温泉
- 日本百名湯 - 別府温泉（鉄輪温泉、明礬温泉）
- 名湯百選 - 別府温泉（別府八湯すべて）
- 人と自然が織りなす日本の風景百選 - 明礬温泉の湯の花小屋
- 日本八景 - 別府温泉

### 別府三勝
別府三勝は大正時代に選定された物で、現在では志高湖以外は一般的な観光地ではない。
- 仏崎
- 志高湖
- 内山渓谷

### 別府八景
別府八景は、1930年に選定された物で、現在では一般的な観光地ではない場所もある。また、別府市近隣の観光地を含む。
- 高崎山（大分市）
- 浜脇公園
- 乙原・観海寺
- 鶴見ヶ丘
- 実相寺山
- 柴石渓流
- 由布院（由布市）
- 日出海岸（日出町）

#### その他

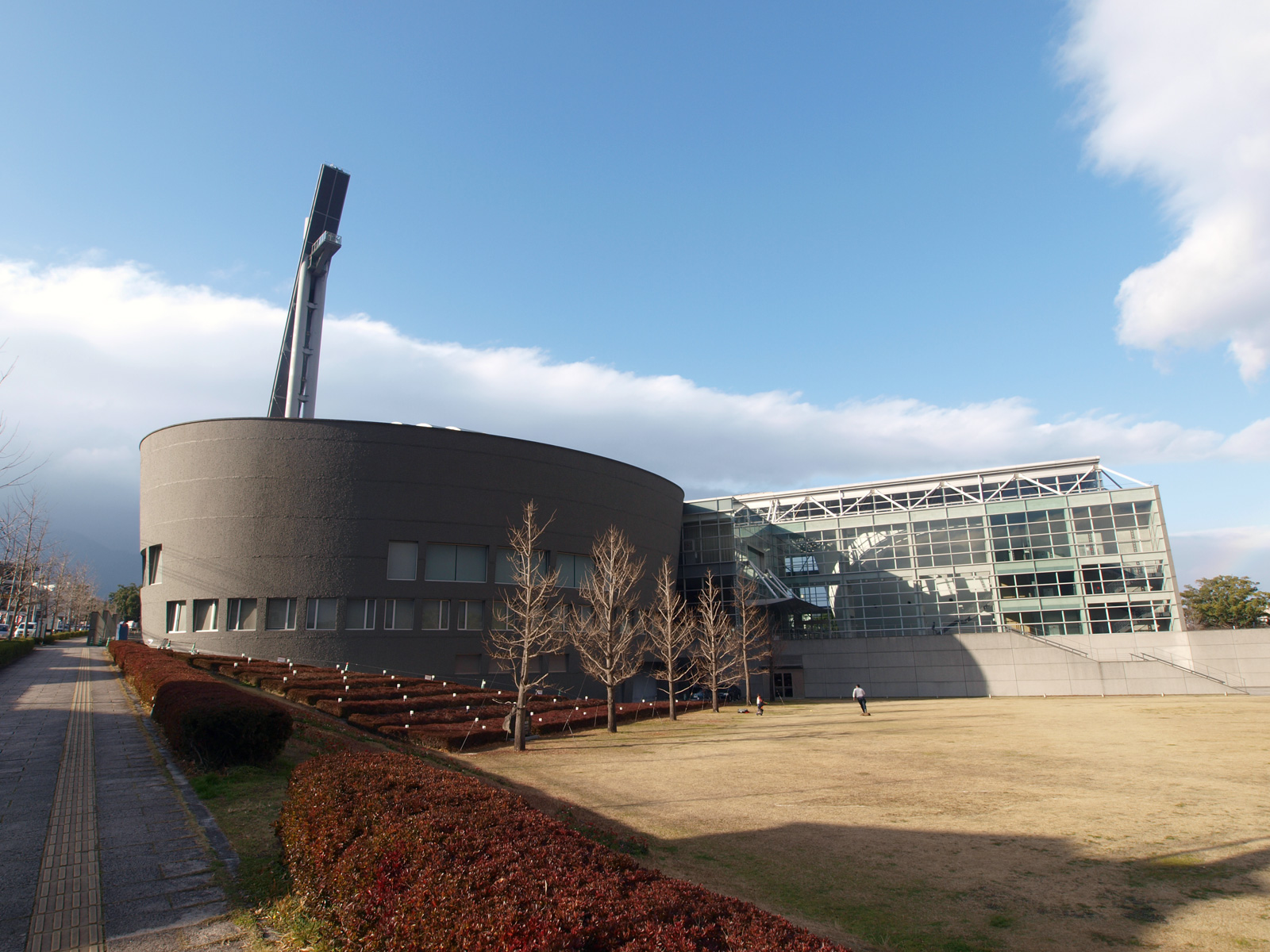
ビーコンプラザとグローバルタワー

- 別府外国人観光客案内所（ビジット・ジャパン案内所）
- 別府金山
- ビーコンプラザ・グローバルタワー
- 近鉄別府ロープウェイ
- 湯の花小屋（明礬地獄）
- 地獄蒸し工房 鉄輪（鉄輪温泉いでゆ坂）
- 別府競輪場
- 別府りんご園

### 祭事・催事
- 1月 - くらしの中の竹工芸展[45]
- 2月 - 別府大分毎日マラソン[45]
- 3月 - 志高湖開き、扇山火まつり[45]

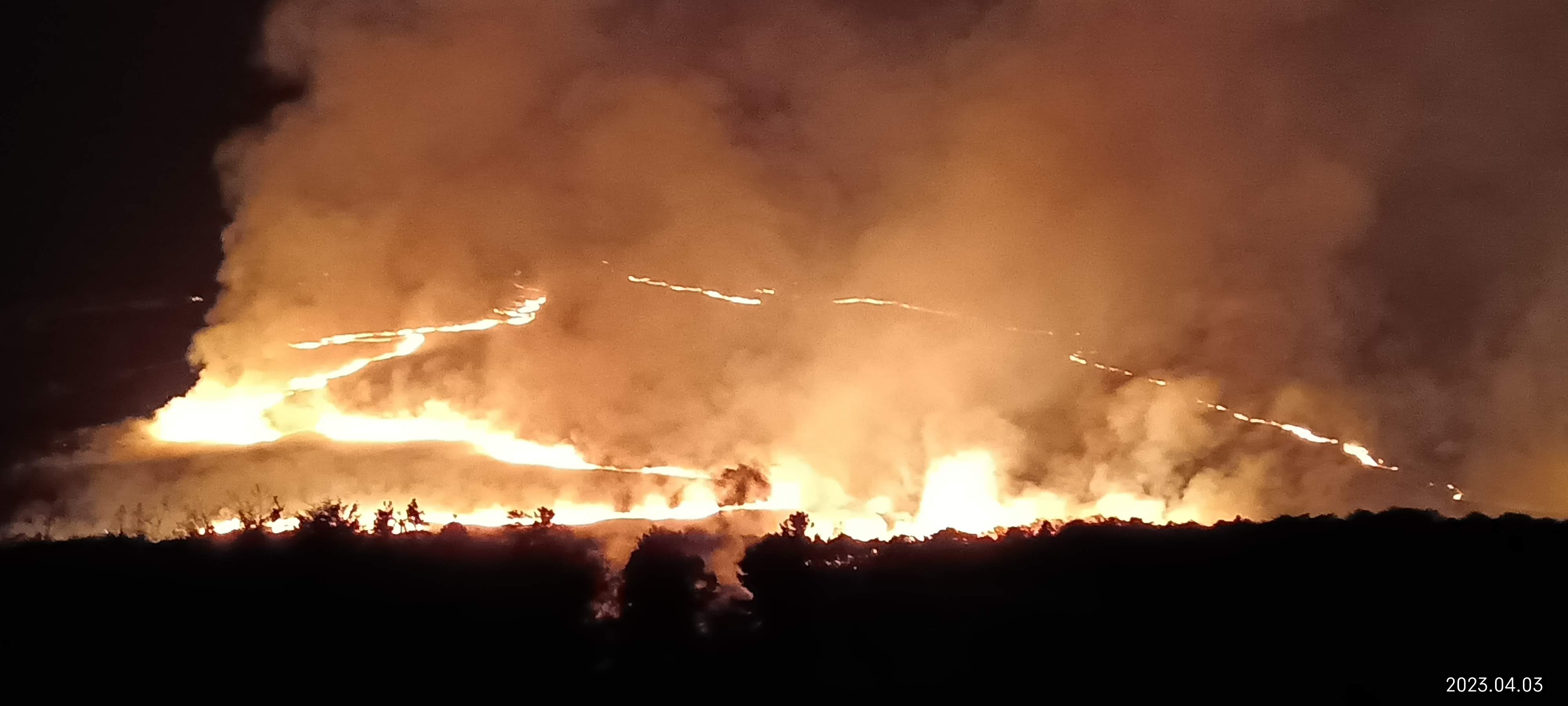
扇山火祭り

- 4月 - 別府八湯温泉まつり[46]、志高湖さくら祭、べっぷ鶴見岳一気登山大会[45]
- 5月 - 別府アルゲリッチ音楽祭、由布岳山開き祭[45]
- 6月 - 神楽女湖花しょうぶ鑑賞会[45]
- 7月 - べっぷ火の海まつり[45]、海上渡御民芸振興祭[47]
- 8月 - 亀川夏まつり、ビーコン夏まつり、べっぷ浜脇薬師祭り[45]、志高湖夏まつり[47]
- 8月又は9月 - 別府温泉ぶっかけフェス
- 9月 - 鉄輪温泉湯あみ祭り（永福寺）[45]
- 10月 - 別府湯けむり健康マラソン大会、竹と月夜の調べ[45]、別府アートマンス、大分県農林水産祭[47]
- 11月 - 油屋熊八翁碑前祭[45]
- 12月 - べっぷクリスマスHanabiファンタジア[45]
- 毎月26日- 風呂の日[48]
- 通年 - 別府八湯ウォーク、別府八湯温泉道

### かつて開催された祭事・催事
- 別府八湯温泉泊覧会（オンパク） - 2014年10月を最後に開催されていない[49]。
- 別府現代芸術フェスティバル混浴温泉世界 - 2009年から2015年まで3年に1回の頻度で、合計3回開催[50]。

### 名産品・特産品
- とり天 - 市内の東洋軒が発祥
- 別府冷麺
- ザボン漬け[51]
- 豊後別府湾ちりめん - 地域団体商標の「ちりめんじゃこ」である。
- 地獄蒸し - 温泉熱で蒸したプリンや豚まんを提供する店も見られる。
- 別府竹細工 - 経済産業大臣指定伝統的工芸品
- 別府つげ細工[52]
- 湯の花（明礬）

## 別府市出身の著名人

### 政治・経済
- 安達澄 - 政治家、実業家、元参議院議員
- 安藤楢六 - 実業家、小田急電鉄創業者
- 井澤勇治 - 地方公務員、元東京都知事秘書部長、元東京都生活文化局長
- 岩屋毅 - 政治家、外務大臣、元防衛大臣、衆議院議員
- 川島智太郎 - 政治家、空手家、元衆議院議員
- 髙橋巖 - 実業家、ホーブ創業者
- 高橋都彦 - 政治家、元狛江市長
- 長谷雄幸久 - 政治家、元衆議院議員、弁護士

### 学術
- 野上修市 - 法学者
- 平井正則 - 天文学者

### 芸術
- 安東郁 - 文筆家
- 生野祥雲斎 - 人間国宝の伝統工芸士
- 滝本利一郎 - 作曲家
- 松本夏実 - 漫画家
- 矢玉四郎 - 児童文学作家
- 前田亜紀 - テレビディレクター

### スポーツ
- 荒金久雄 - 元プロ野球選手、オリックス・バファローズ等に所属した。
- 稲尾和久 - 元プロ野球選手、西鉄ライオンズ
- 今宮健太 - プロ野球選手、福岡ソフトバンクホークス
- 大塚明 - 元プロ野球選手、千葉ロッテマリーンズ
- 大山暁史 - 元プロ野球選手、オリックス・バファローズ
- 小野俊之 - 競輪選手、KEIRINグランプリの2004年の覇者。
- 鴨川奨 - 元プロサッカー選手、名古屋グランパスエイト等に所属した。
- 琴別府要平 - 元大相撲力士。1990年代に活動。
- 小畑武尊 - プロボクサー、ダッシュ東保ボクシングジム、第2代日本ウェルター級・ユース王者。
- ジ・アッチィー - 元プロレスラー、大分AMWプロレス
- 高松卓矢 - バレーボール選手
- 玉響克己 - 元大相撲力士。1950年代後半から1960年代初頭にかけて活動。
- 源大輝 - プロボクサー、ワタナベボクシングジム、第63代日本フェザー級王者。
- 森山淳子 - 元バレーボール選手
- 山野恭介 - 元プロ野球選手、広島東洋カープ

### 芸能
- 石丸謙二郎 - 俳優。幼少期に鉄輪に住んだ後、大分市へ転居
- 岩男潤子 - 声優、歌手
- 大塚博堂 - シンガーソングライター
- 沖雅也 - 俳優
- 椛田早紀 - 歌手、デザイナー
- 後藤郁 - 女優、タレント、元アイドリング!!!。小学校5年生まで在住した後、杵築市に転居。
- 佐藤康太 - 元大分放送のアナウンサー
- 佐藤巧 - RKB毎日放送のアナウンサー
- 城達也 - 声優、俳優、ナレーター
- 田中美空 - 元さくら学院。別府市在住。
- 野上翔 - 声優
- SALLiA（畑田紗李） - 歌手、ミュージシャン、音楽プロデューサー
- 花岡優平 - シンガーソングライター、ラジオパーソナリティ
- 別府ともひこ - お笑い芸人、エイトブリッジ
- 森純太 - ミュージシャン、音楽プロデューサー、JUN SKY WALKER(S)
- 矢野正明 - 声優
- 山下久美子 - 歌手

### 別府市にゆかりのある著名人
- 龝吉敏子 - ピアニスト。上京前は別府で駐留軍バンドのピアニストを担当。
- 油屋熊八 - 実業家、亀の井グループ創立。愛媛県宇和島市出身。
- 阿部真央 - シンガーソングライター。大分市出身。上京前は駅前通り商店街のライブハウス「博堂村」を拠点にライブを行っていた。
- 大谷光瑞 - 宗教家、探検家。晩年、別府で療養。本願寺別府別院内に大谷記念館が設けられた[53]。
- 清川進也 - 作曲家。湯〜園地計画の総合プロデューサー。
- 久保田篤 - タレント、パチプロ、初代いいとも青年隊。福岡県出身。現在は別府市在住。
- Chimo・Niimo - 歌手・アイドルユニット。別府市・大分市を拠点とするローカルアイドル。別府市出身のメンバーがおり、市内で公演を行うことがある。
- 鶴田真由 - 女優。父が別府市出身。
- 錦野旦 - 歌手、俳優。大分市出身。別府市の高校に通っていた。
- 藤田紀子（藤田憲子） - 女優。大分市出身。別府市に一時期居住していた。
- 松方正義 - 政治家。日田県知事時代に別府港を築港し、別府温泉の発展の礎を築いた。
- 宮崎理奈 - 歌手、SUPER☆GiRLS。大分県生まれ、福岡県育ち。親族が別府市出身・在住。
- 森田浩介 - 物理学者。別府市立中部中学校、大分県立別府鶴見丘高等学校出身。
- 吉田初三郎 - 鳥瞰図絵師。「別府温泉鳥瞰図」、「別府市を中心とせる東九州の交通」等、別府を描いた鳥瞰図を残した。

## 別府市を舞台とした作品
- 続・社長漫遊記 - 1963年公開の映画。
- ある兵士の賭け - 1970年公開の映画。
- 山口組外伝 九州進攻作戦 - 1974年公開の映画。
- ゴジラvsスペースゴジラ - 1994年公開の映画。本編に登場。
- 続夫婦善哉 - 2007年に原稿が発見された織田作之助の未発表小説。登場人物は異なるものの「夫婦善哉」の続編的作品。『夫婦善哉 決定版』（新潮文庫）などを所収。
- 大分・別府ミステリー案内 歪んだ竹灯篭 - 2022年発売のゲーム。